# Hillman Minx
La Hillman Minx est une voiture familiale de taille moyenne produite par la marque anglaise Hillman, entre 1931 et 1970. Il y eut de nombreuses versions de la Minx au cours de cette période, ainsi que des variantes rebadgées vendues par Humber, Singer, et Sunbeam.

## Grandes lignes
Entre le milieu des années 1950 et le milieu des années 1960, la Minx et ses dérivés ont représenté le plus grand volume de vente de la famille de voitures "Audax" chez Rootes, qui comprenait également la Singer Gazelle (en) et la Sunbeam Rapier. La version finale de la Minx a été la "Nouvelle Minx" lancée en 1967, qui faisait partie de la famille "Arrow" et qui fut essentiellement une version simplifiée de la Hillman Hunter (en). Généralement, la Minx est disponible en berline quatre portes et break avec un moteur de 1 496 cm3.
La Hillman Super Minx était un plus grand modèle disponible pendant l'ère Audax.
Il y eut une version break tout au long de la vie de la Minx, et, de 1954 à 1965, il y avait aussi un break empattement court, la Hillman Husky, et un van dérivé connu comme le Commer Cob.
Le nom de modèle Minx a été relancé brièvement, avec le nom "Rapier", appliqué à la Sunbeam de la version Audax, dans une édition spéciale de la Talbot Alpine / Talbot Solara, produite par Chrysler Europe après sa prise de contrôle du Groupe Rootes.

## La Minx d'avant guerre
La Minx originale a été annoncée au public le 1er octobre 1931. Elle était simple et classique avec une carroserie en acier embouti sur châssis séparé et un moteur de 1 185 cm3 produisant 30 ch (22 kW) et fixé par un collier de puissance. Elle a reçu une boîte quatre vitesses en 1934 et quelques changements de style dont le plus remarquable est la calandre en forme de V. La gamme est similaire en 1935, mais la synchronisation a été ajoutée à toutes les vitesses en marche avant, faisant de cette Minx la première voiture de production de masse avec une boîte de vitesses synchronisée. Elle a été conçue par le directeur technique de Rootes, le Capitaine John Irving Samuel (1880-1953), concepteur des moteurs Sunbeam aero et de la Sunbeam Golden Arrow en collaboration avec Alfred Herbert Wilde, (1891-1930) récemment promu ingénieur en chef chez Standard, et concepteur de la Standard Nine (en).
Le modèle 1936 a reçu un nouveau nom, la Minx Magnificent, et un style beaucoup plus arrondi. Le châssis a été rigidifié et le moteur déplacé vers l'avant pour donner un habitacle plus spacieux. Le panneau arrière, jusqu'à présent vertical, avait désormais un angle de pente, et le fabricant propose l'option d'une grille porte-bagages pliable qui peut être fixée à l'arrière et est disponible pour "deux livres, sept shillings et six pence" (un peu moins de 2,40 £) peint. Un break badgé Commer est ajouté à la gamme.
Le dernier modèle d'avant-guerre a été la Minx 1938. Il n'y avait plus de randonneurs d'usine, mais quelques-uns ont été faits par Carbodies. La voiture était visuellement similaire à la Magnificent, avec une autre calandre, et l'accès au coffre était maintenant externe (sur le modèle précédent, on y accédait en rabattant la banquette arrière). Il y avait deux berlines dans la gamme, la "Sécurité" avec garniture simple en simili-cuir au lieu de cuir, pas de déflecteurs avant et un niveau de finition moins luxueux. Le modèle De Luxe avait une garniture en cuir, des déflecteurs ouvrants, des coussinets supplémentaires et divers autres avantages confort. Le modèle 1938 n'était pas la dernière version officielle avant le déclenchement de la guerre, mais le modèle 1939 est sensiblement différent mécaniquement, avec pratiquement l'ensemble de propulsion amélioré et peu de pièces sont interchangeables avec le modèle 1938. Cela comprend la boîte de vitesses, le différentiel, les demi-arbres, le boîtier de direction, et un grand nombre d'autres pièces mécaniques, en plus de changements cosmétiques. Même la calandre, qui semblait presque identique à celle du modèle 1938, est en alliage embouti plutôt que composite.

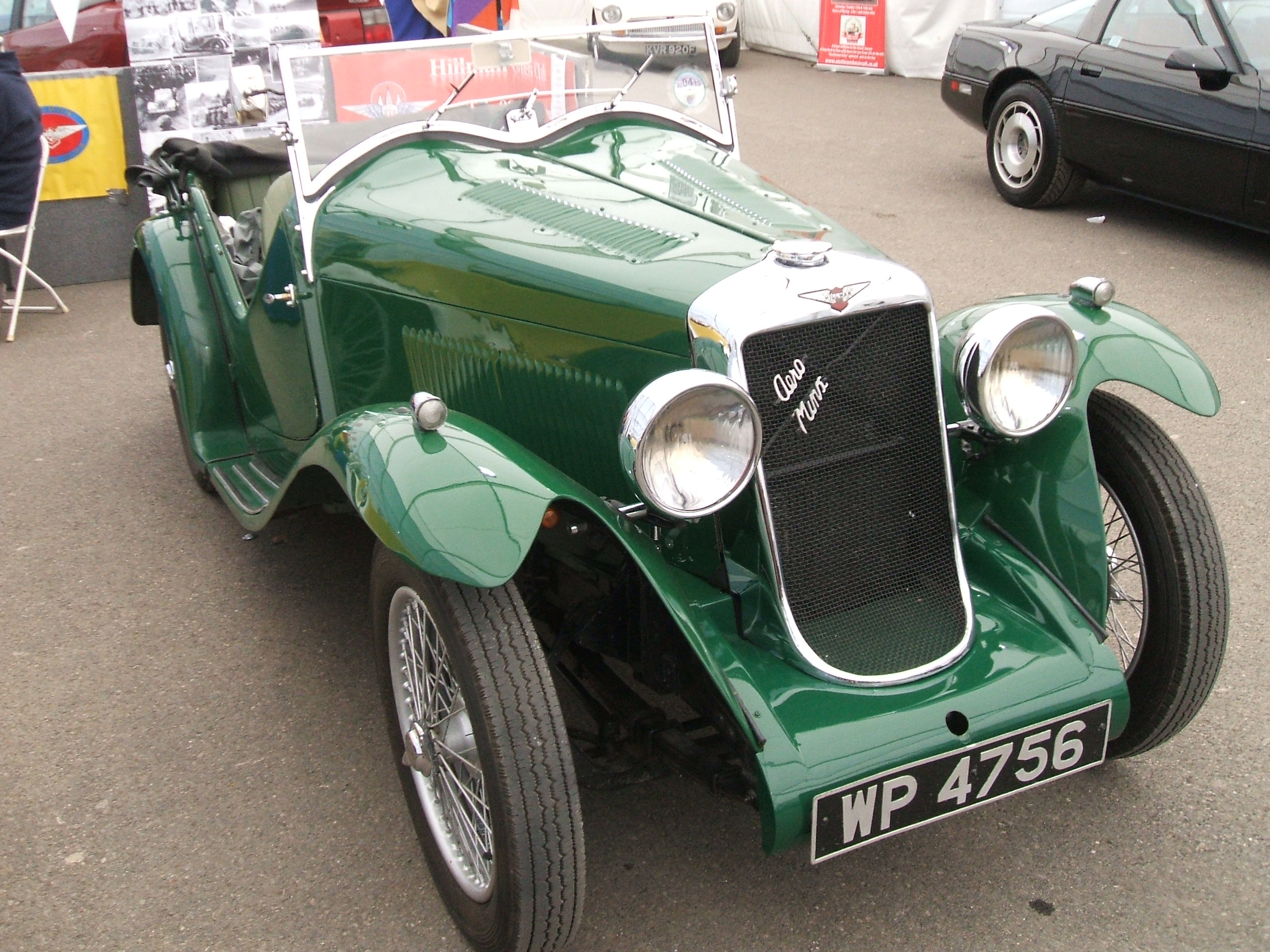
Aerominx de 1933
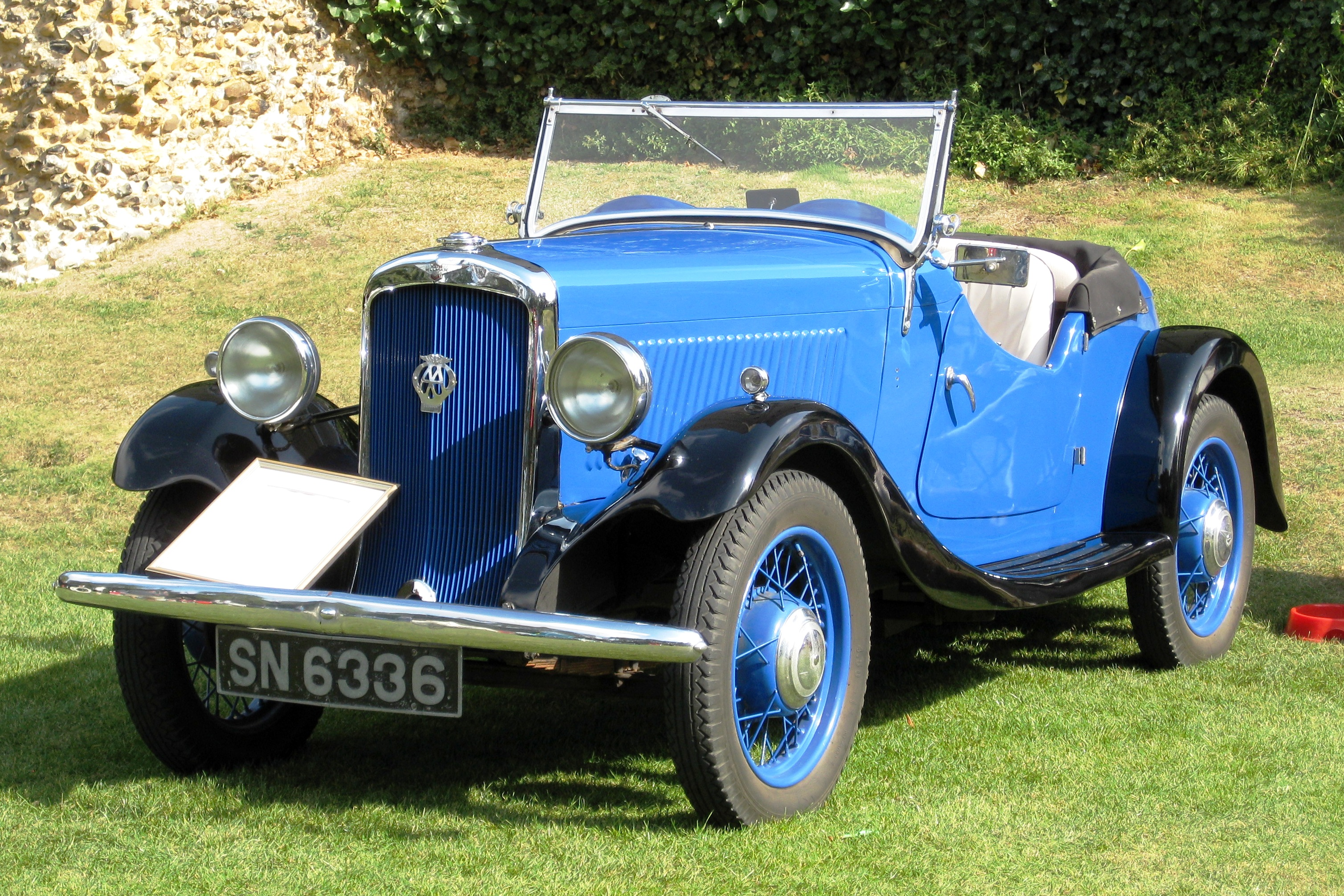
Randonneuse de sport Minx de 1934
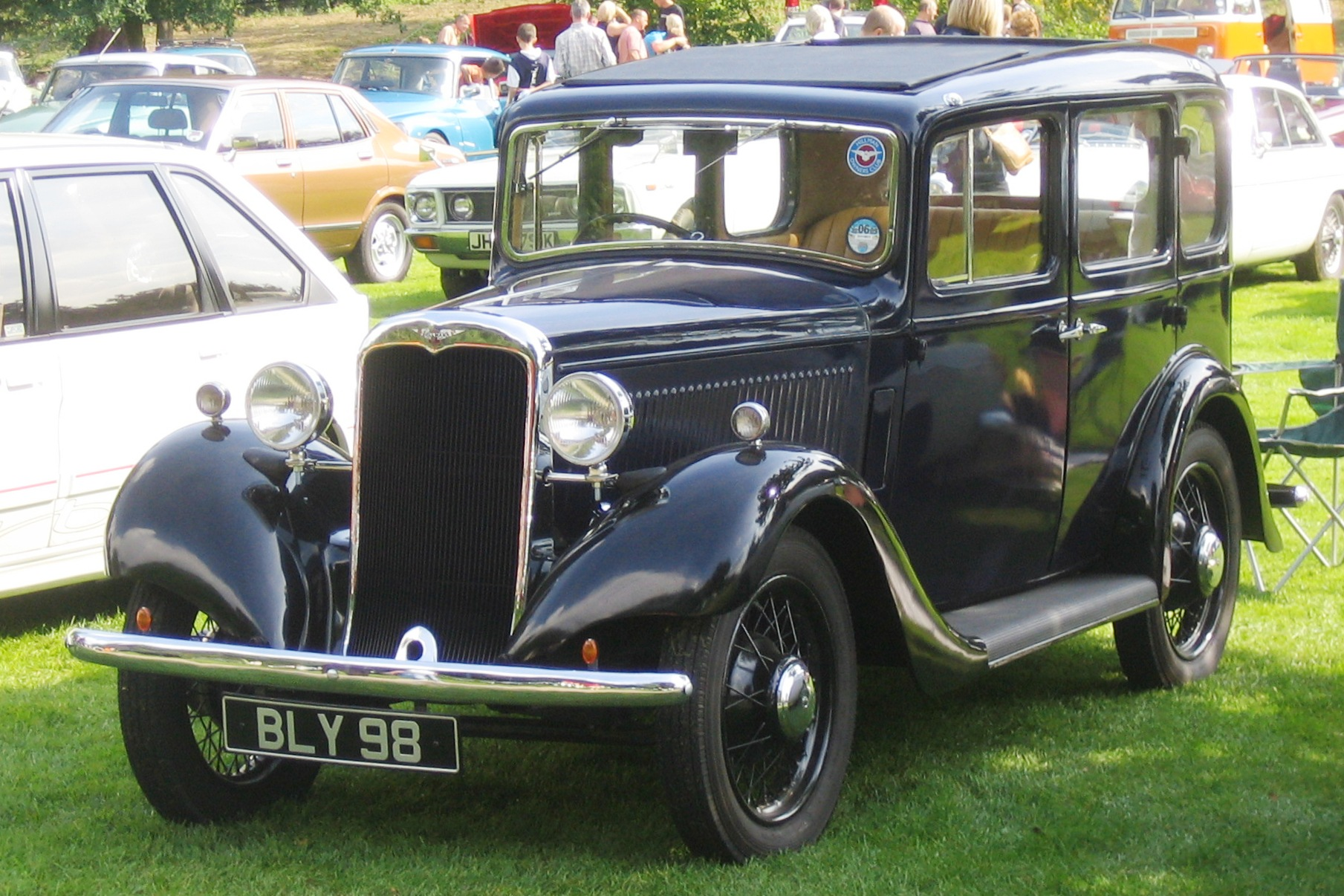
Minx 1935, la première voiture de production de masse avec une boîte de vitesses synchronisée
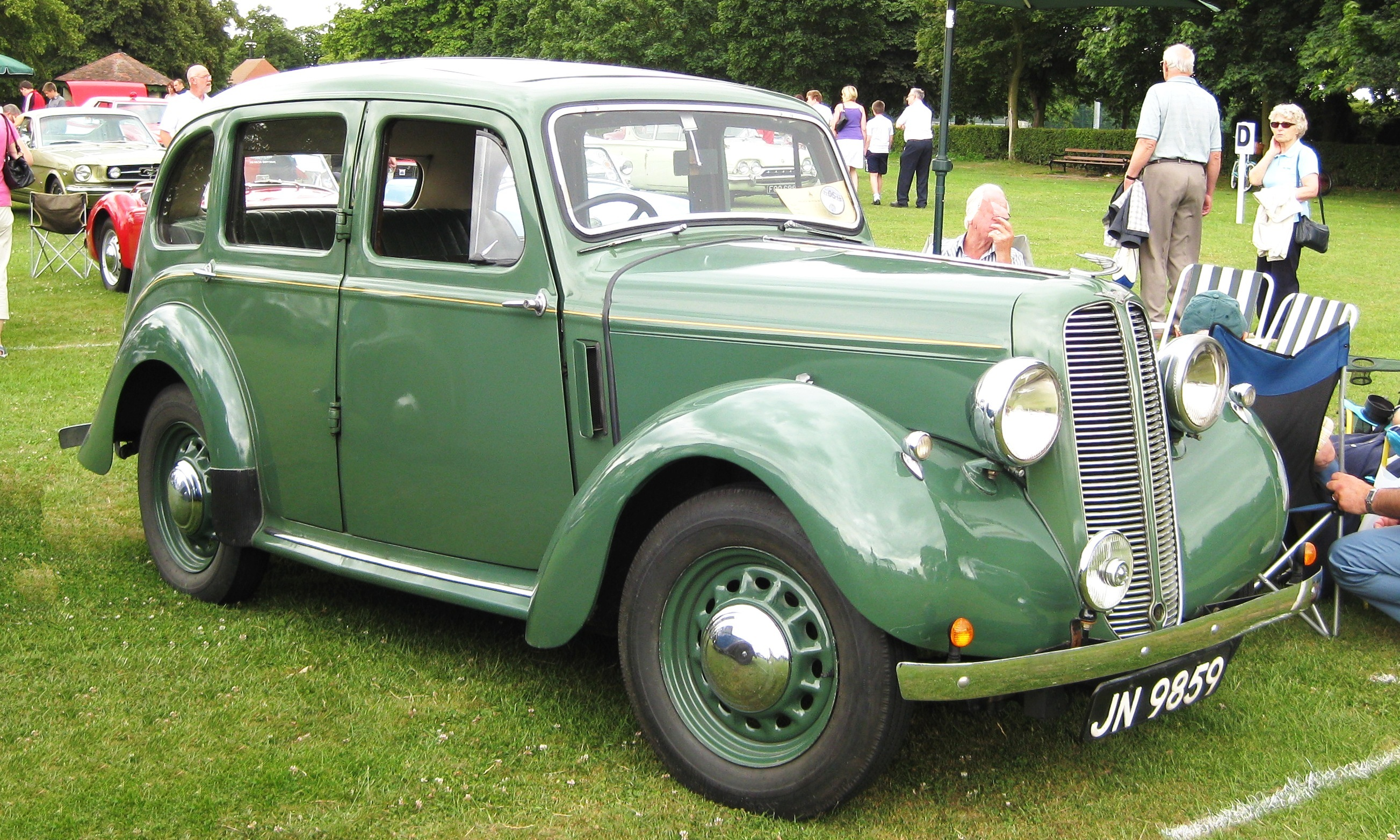
Minx 1937
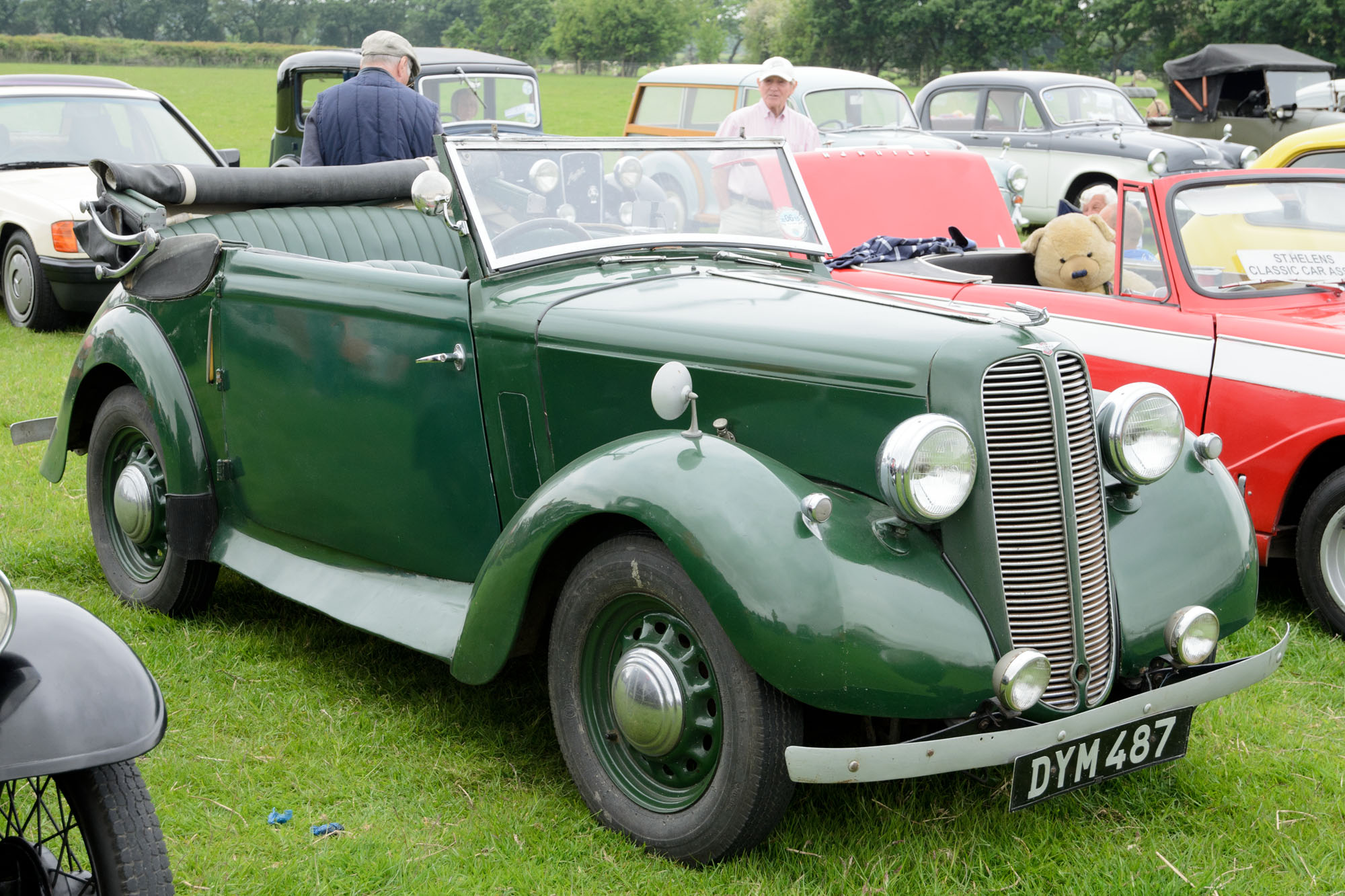
Randonneuse Minx 1937

## La Minx de Temps De Guerre

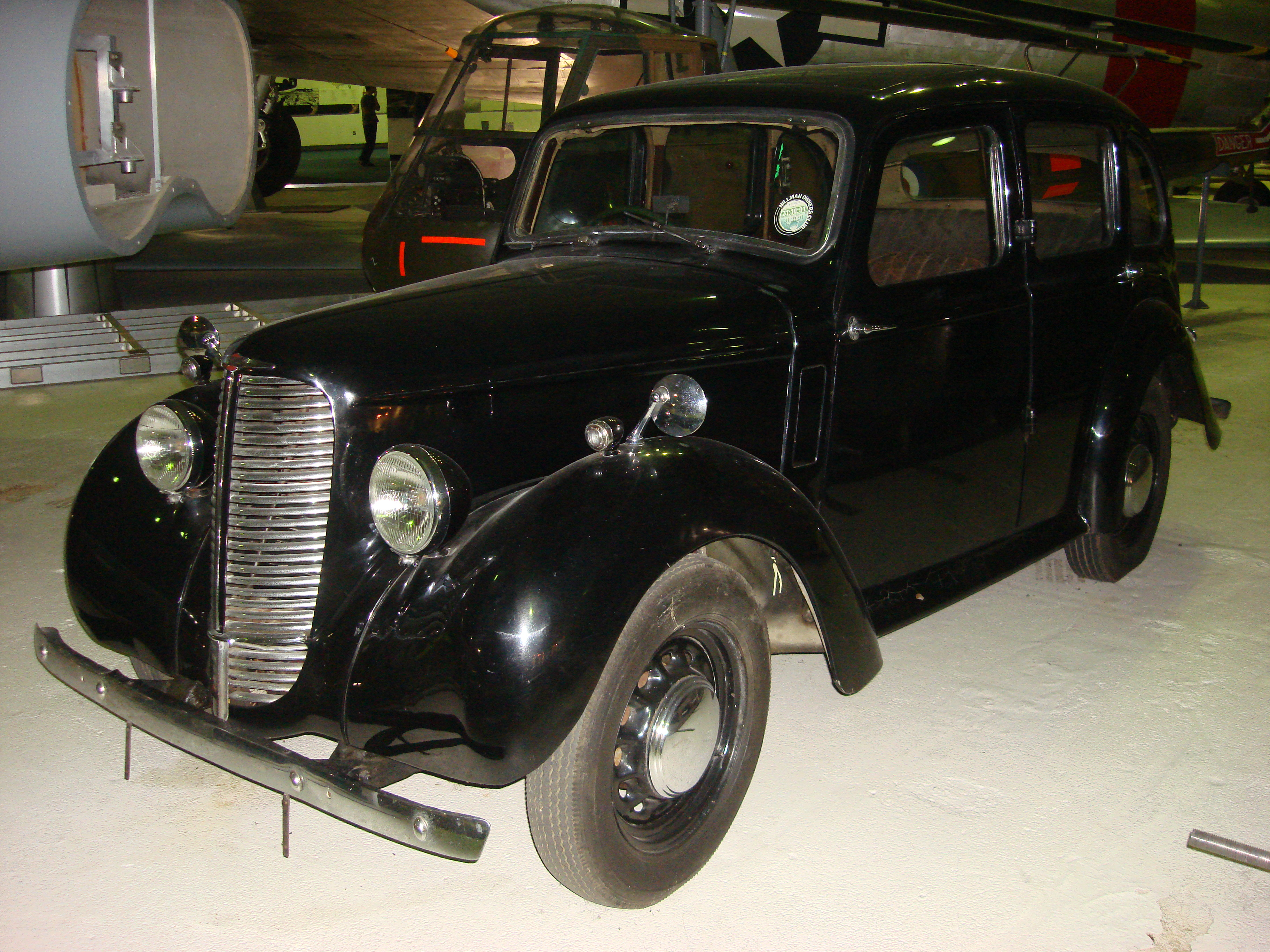
Voiture d'état-major de la RAF

Durant la Seconde Guerre mondiale, les constructeurs britanniques produisaient des utilitaires simples, la Voiture Utilitaire Légère ou "Tilly". Pour Hillman, c'était la Hillman 10HP, un châssis Minx avec place pour deux personnes dans la cabine et la zone de chargement couverte derrière. La berline de base a été également produite pour les militaires et l'utilisation civile essentielle de 1940 à 1944.

### Les opérateurs
- Royaume-Uni : Armée Britannique, RAF

## Minx Mark I à VIII (1945-57)
Les Minx vendues entre 1945 et 1947 avaient le même moteur à soupapes latérales de 1 185 cm3, le même empattement et pratiquement la même forme que la Minx d'avant-guerre. Cette Minx d'après-guerre s'est fait connaître comme la Minx Mark I (ou Minx Phase I ou Minx Series I). C'était la première Minx avec un coffre en saillie qui respecte la conception Ponton trois volumes, tendant à remplacer le "dos plat" hérité des modèles qui firent leurs débuts dans les années 1930. Entre 1947 et 1948, une version modifiée connue sous le nom Minx Mark II est proposée.
Une Minx beaucoup plus moderne, désignée Mark III, a été vendue à partir de 1948. Trois différents styles de carrosserie ont été proposés à l'origine : la berline, le break et le drophead coupé (décapotable). Sous la carrosserie, toutefois, à part la modification de la suspension avant, peu de choses avaient changé: la Mark III emploie toujours le moteur de 1 185 cm3 du modèle précédent. La puissance de sortie, annoncée à 35 ch (26 kW), est également inchangée. Cependant, en 1949 l'ancien moteur fut réalésé et le taux de compression augmenté (la qualité de l'essence ayant remonté), pour la Minx Mark IV de 1 265 cm3, la puissance de sortie a augmenté de 7 % à 38 ch (28 kW). Une berline Mark IV testée par le magazine The Motor en 1949 avait une vitesse de pointe de 108 km/h et put accélérer de 0 à 100 km/h en 39,7 secondes. Une consommation de carburant de 8,8 litres aux cent km a été enregistrée. La voiture de l'essai coûtait 505 £ taxes comprises, y compris la radio (36 £), les butoirs de pare-chocs (5 £) et le chauffage (18 £).
La Mark V, lancée en 1951, avait des garnitures latérales chromées et le frein à main au plancher.
La Mark VI de 1953 affiche une nouvelle calandre, des chambres de combustion révisées et un volant à deux branches. Une quatrième variation de carrosserie est proposée, sous le nom de Hillman Minx Californian, un coupé deux portes, dont le pilier b s'abaissait le long de la vitre latérale arrière pour donner une ligne de fenêtre ininterrompue lorsque toutes les vitres sont entièrement baissées. La lucarne arrière est en trois pièces. L'empattement et la longueur totale de la voiture sont restés les mêmes que ceux de la berline quatre portes et du cabriolet. La Mark VII, également mise en place en 1953, avait des garde-boue arrière plus longs et un plus gros coffre. Pour la Mark VIII en 1954, un nouveau moteur ohv de 1 390 cm3 est employé. C'est ce moteur qui, deux ans plus tard, sera celui des premières Minx de la série "Audax".
Au début des années 1950, les Hillman Minx sont vendues aux États-Unis aux clients cherchant une consommation réduite. Les essais du véhicule aux États-Unis étaient tièdes. Entre 1953 et 1956, les Mark VI, VII et VIII furent produites au Japon comme Isuzu Hillman Minx par Isuzu Motors,, avant l'introduction de la Bellel en 1961.
Un coupé utilitaire deux portes, variante de la Minx Mark VIII, a été produit par Rootes Australia comme Utilitaire Hillman de luxe en 1956.

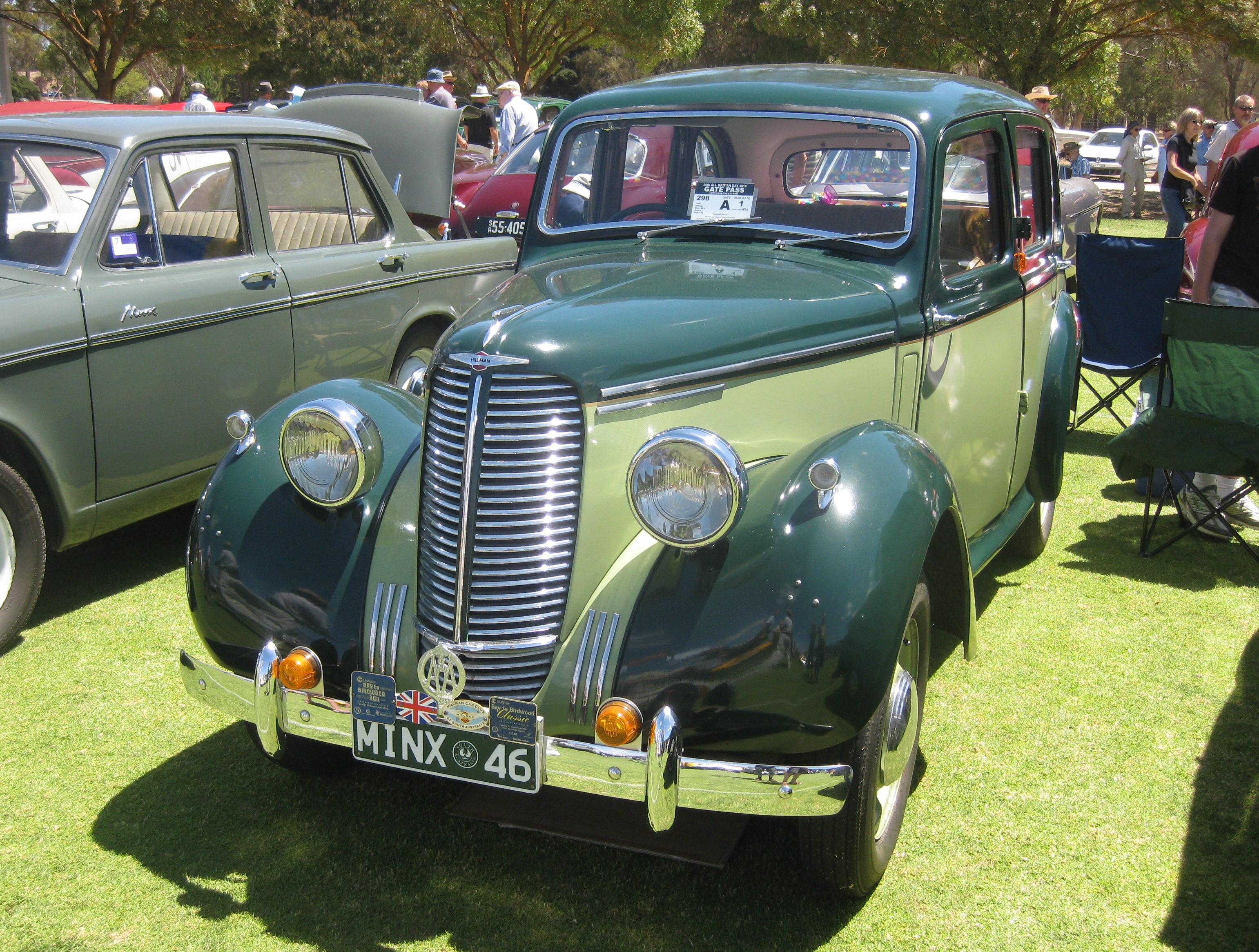
Berline Hillman Minx Mark I de 1946
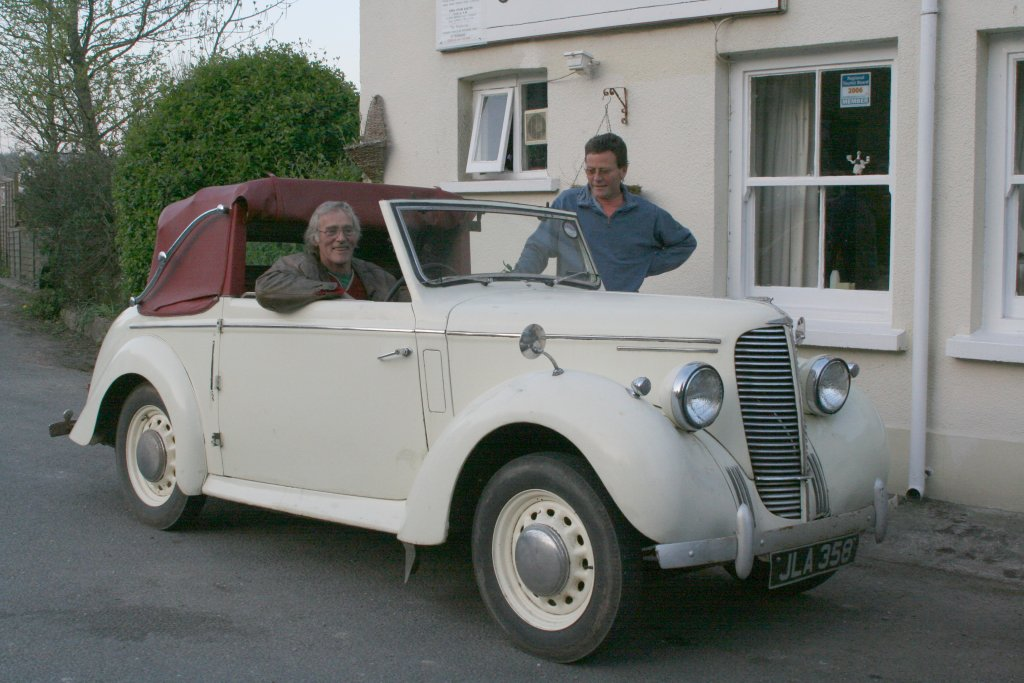
Hillman Minx Mark I Décapotable de 1947
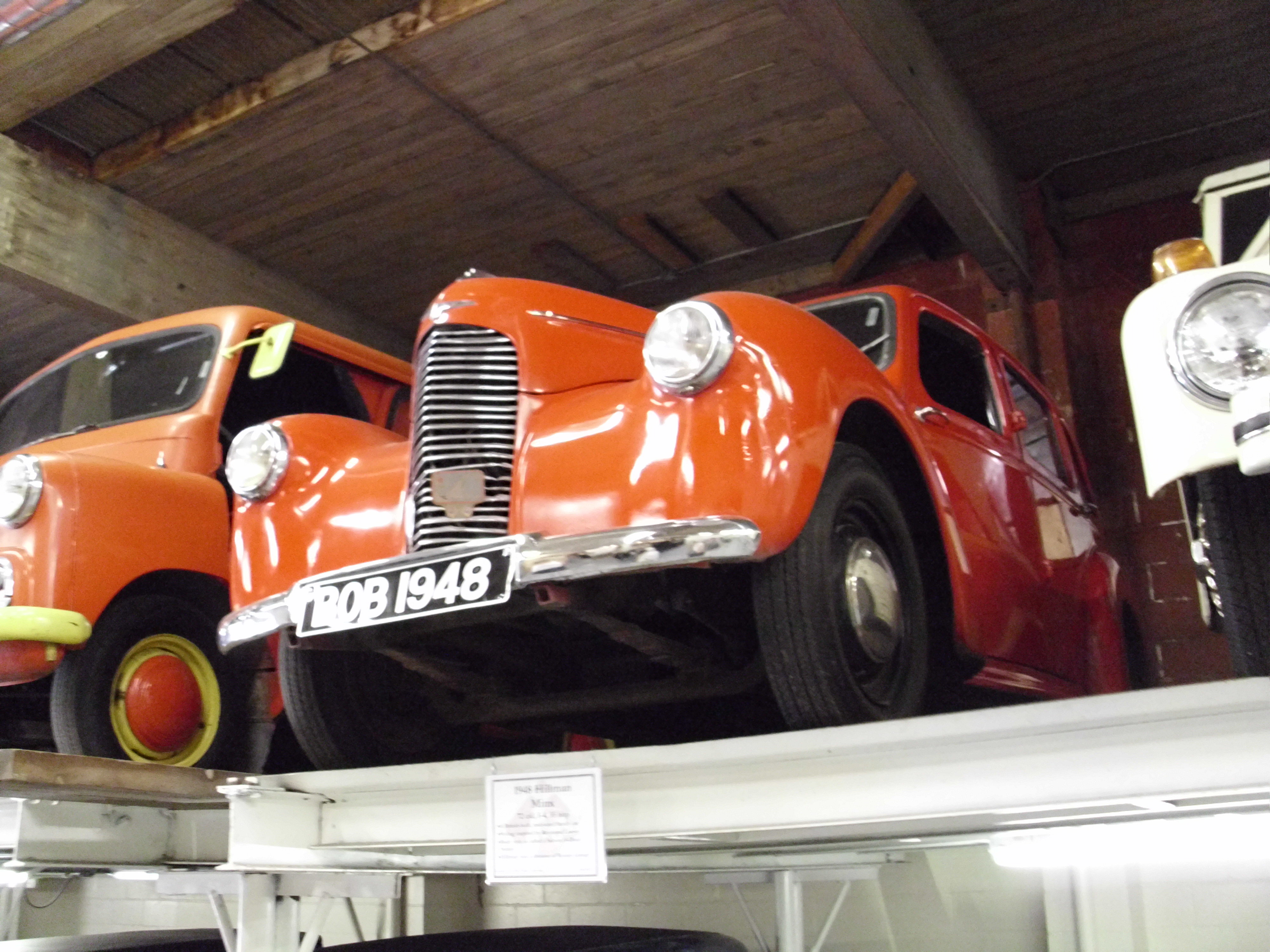
Hillman Minx Mark II, 1948
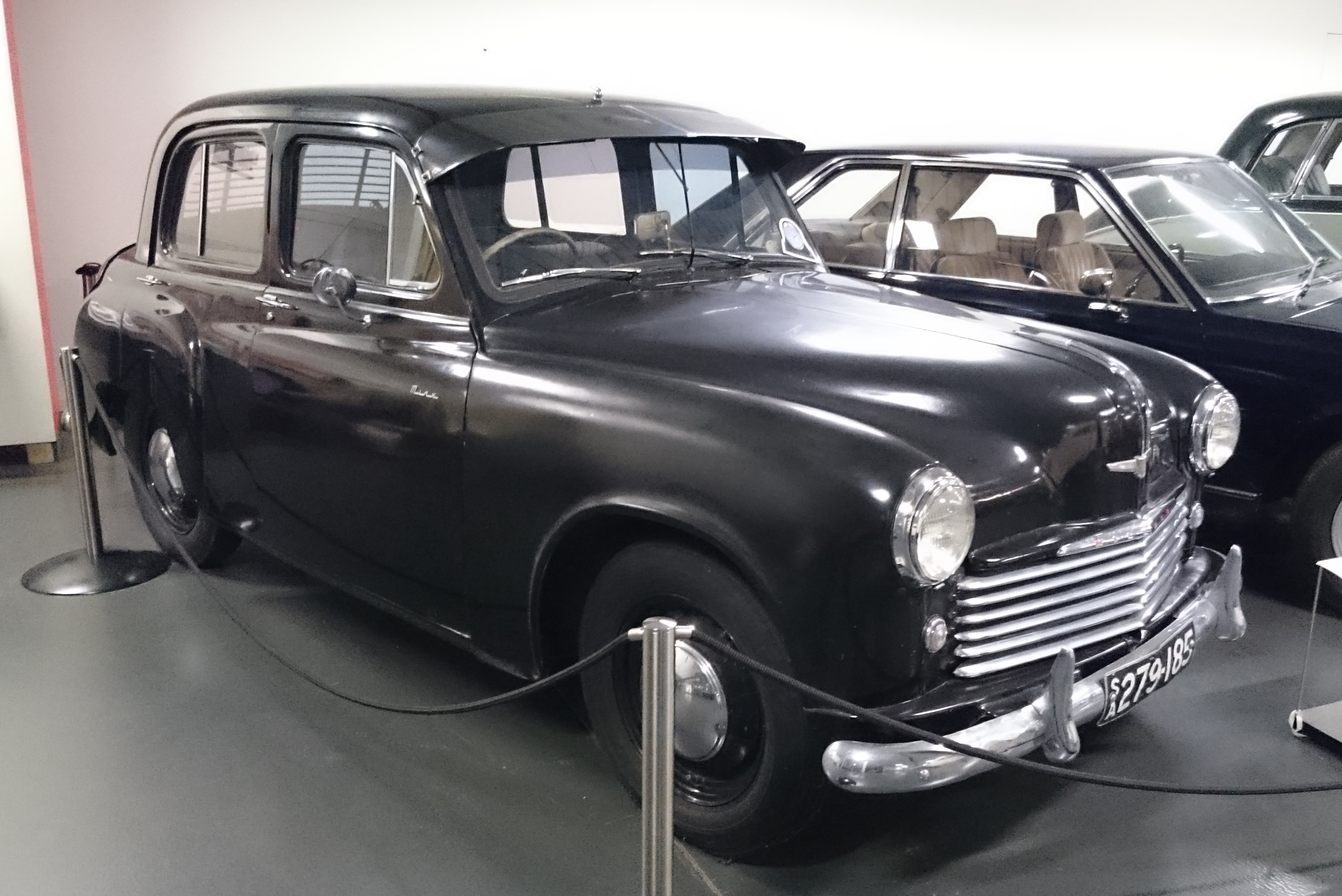
Berline Hillman Minx Mark IV de 1949
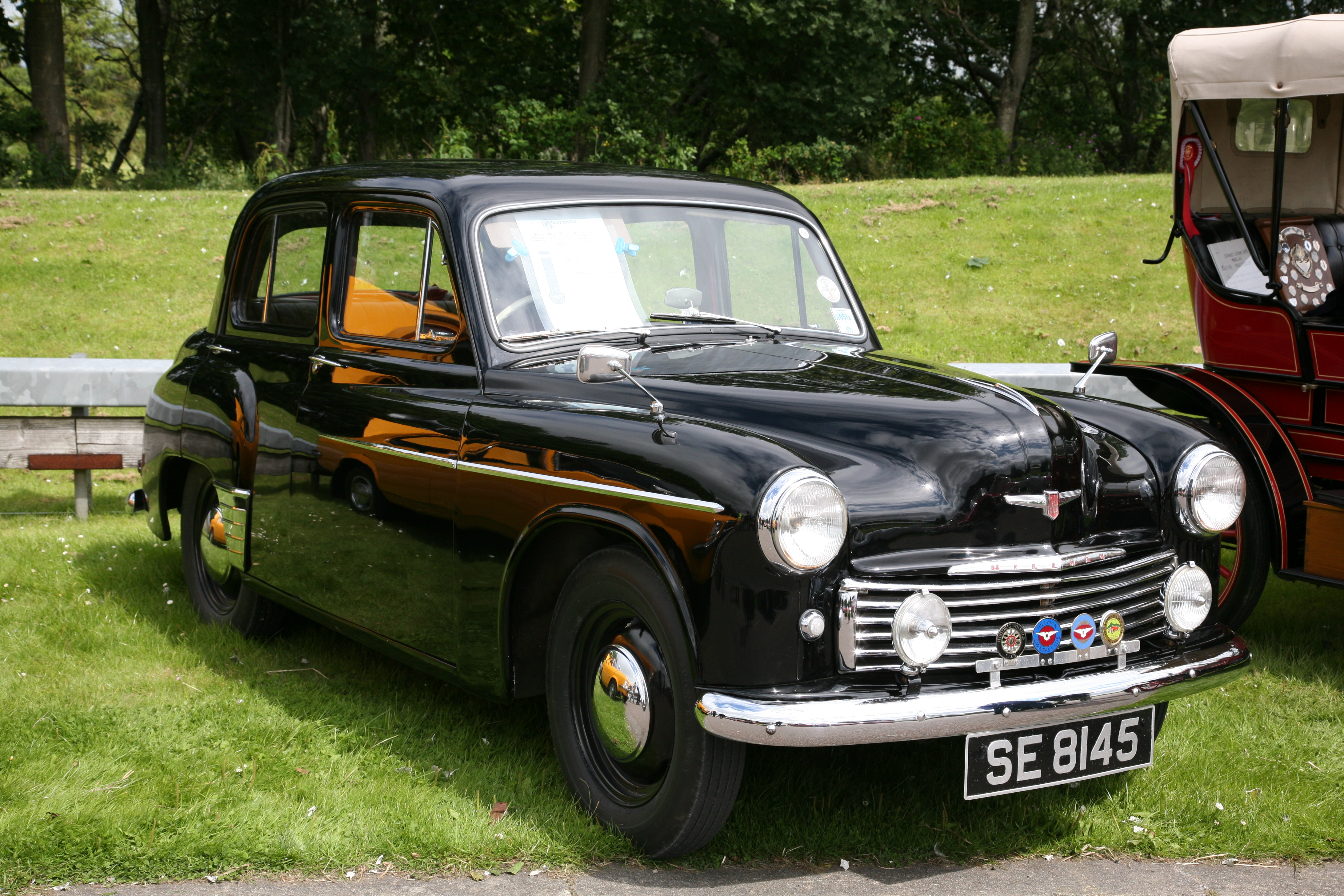
Hillman Minx Mark V de 1953
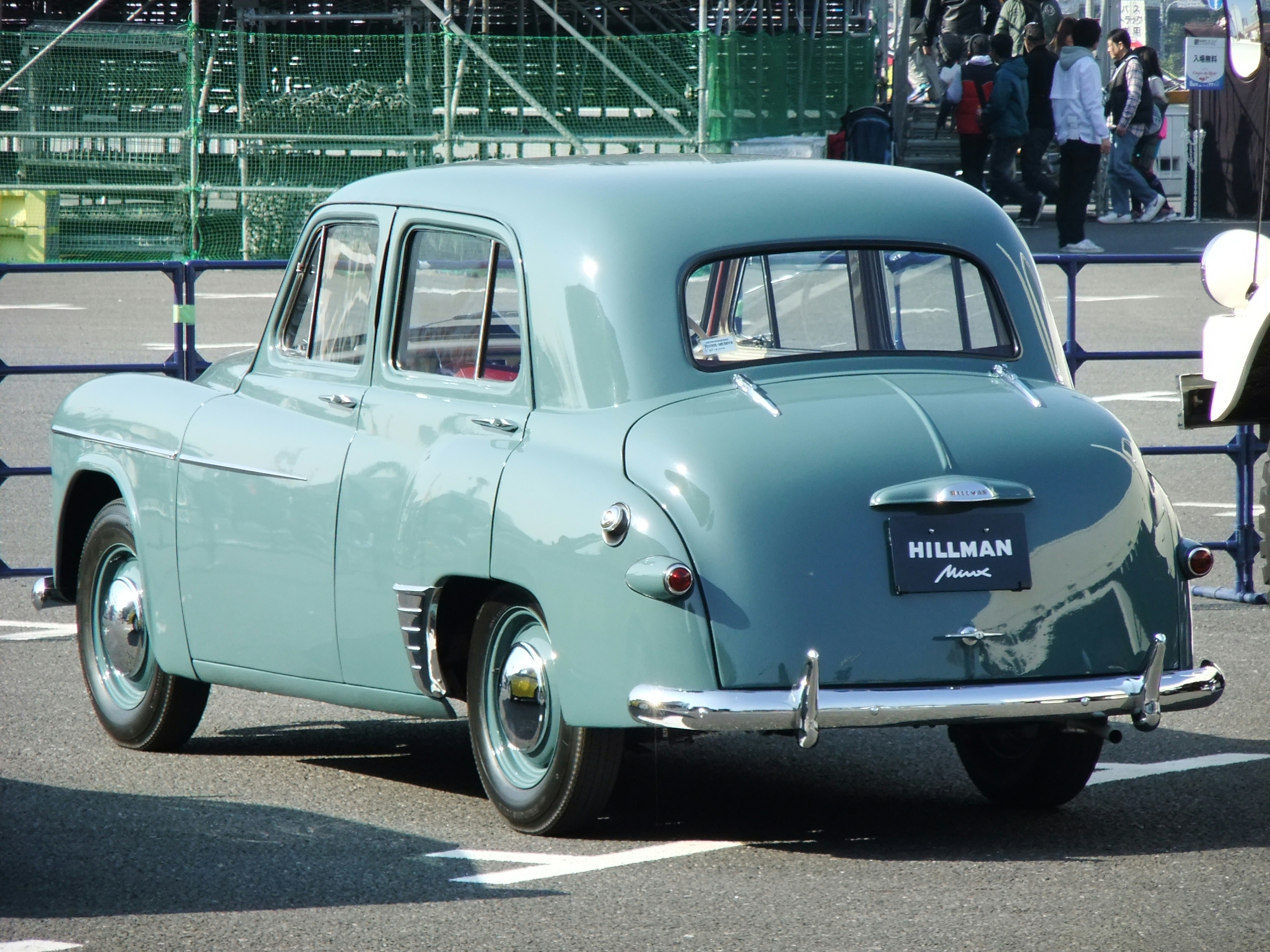
Hillman Minx Mark VI de 1953
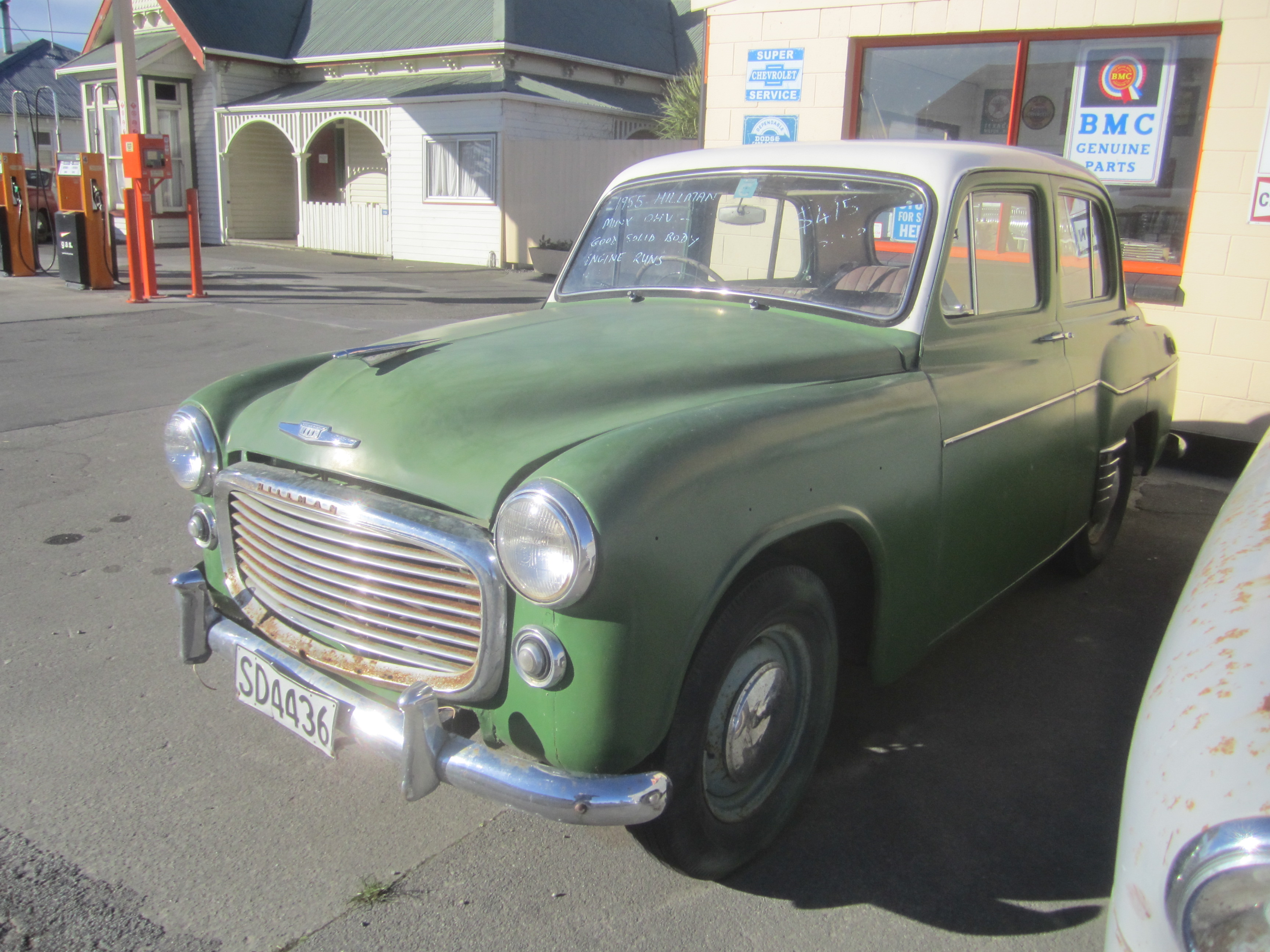
Hillman Minx Mark VII de 1954
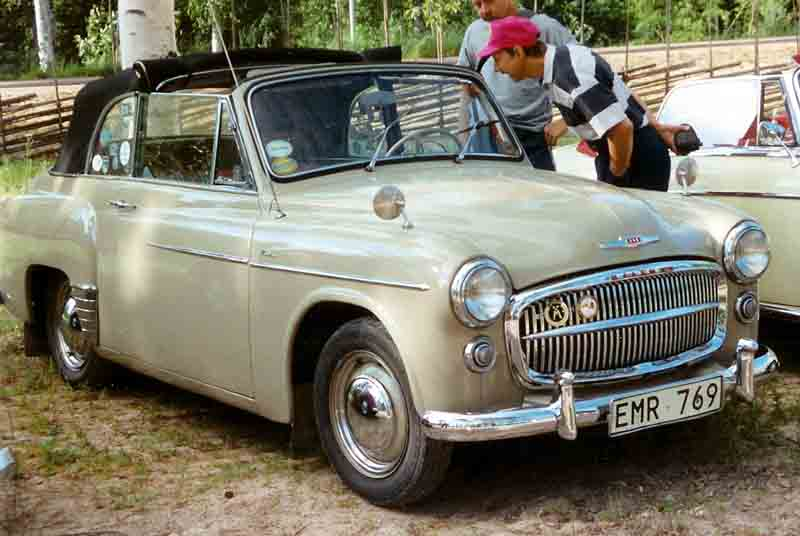
Hillman Minx Mark VIII décapotable de 1955
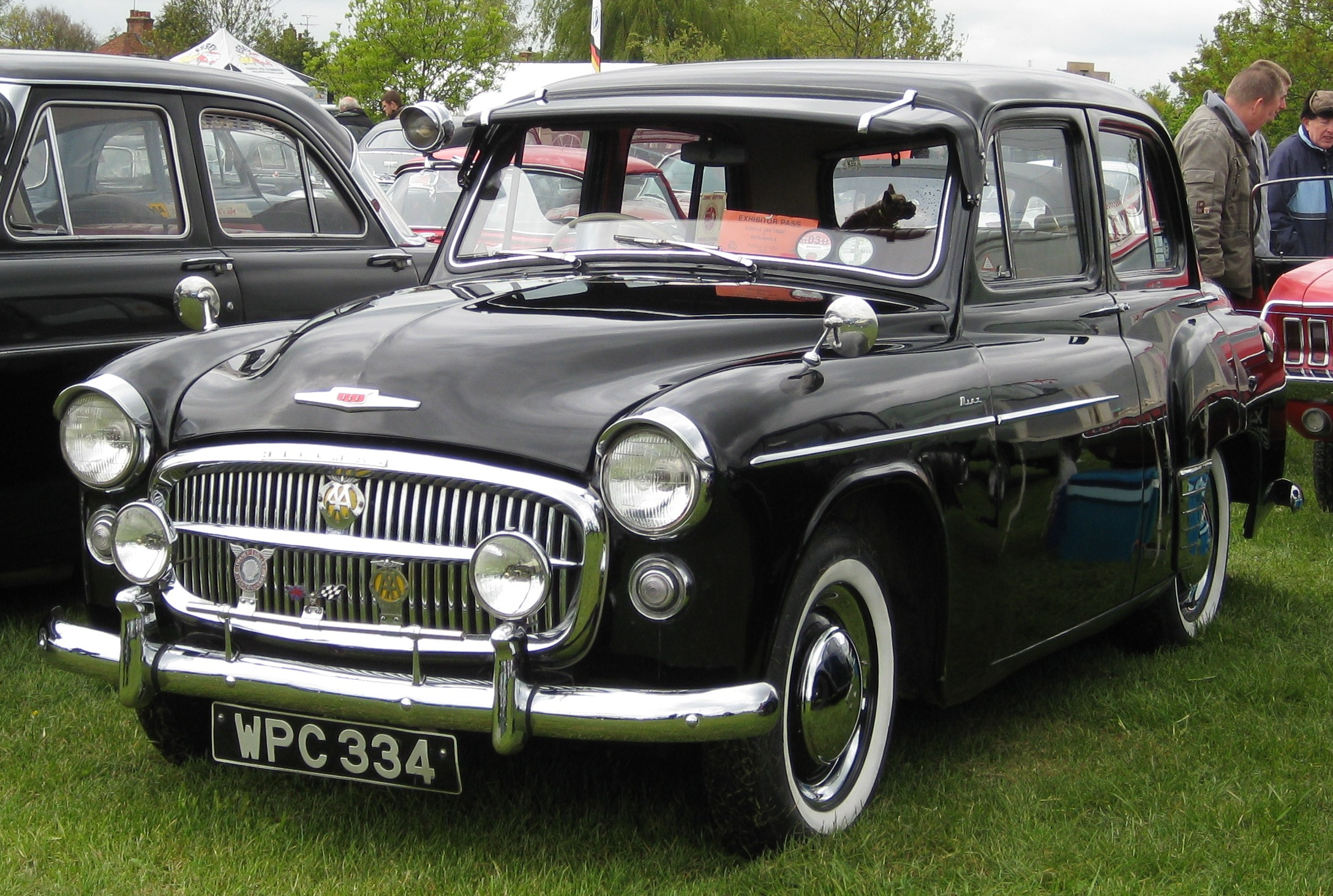
Berline quatre portes Hillman Minx Mark VIII de 1955
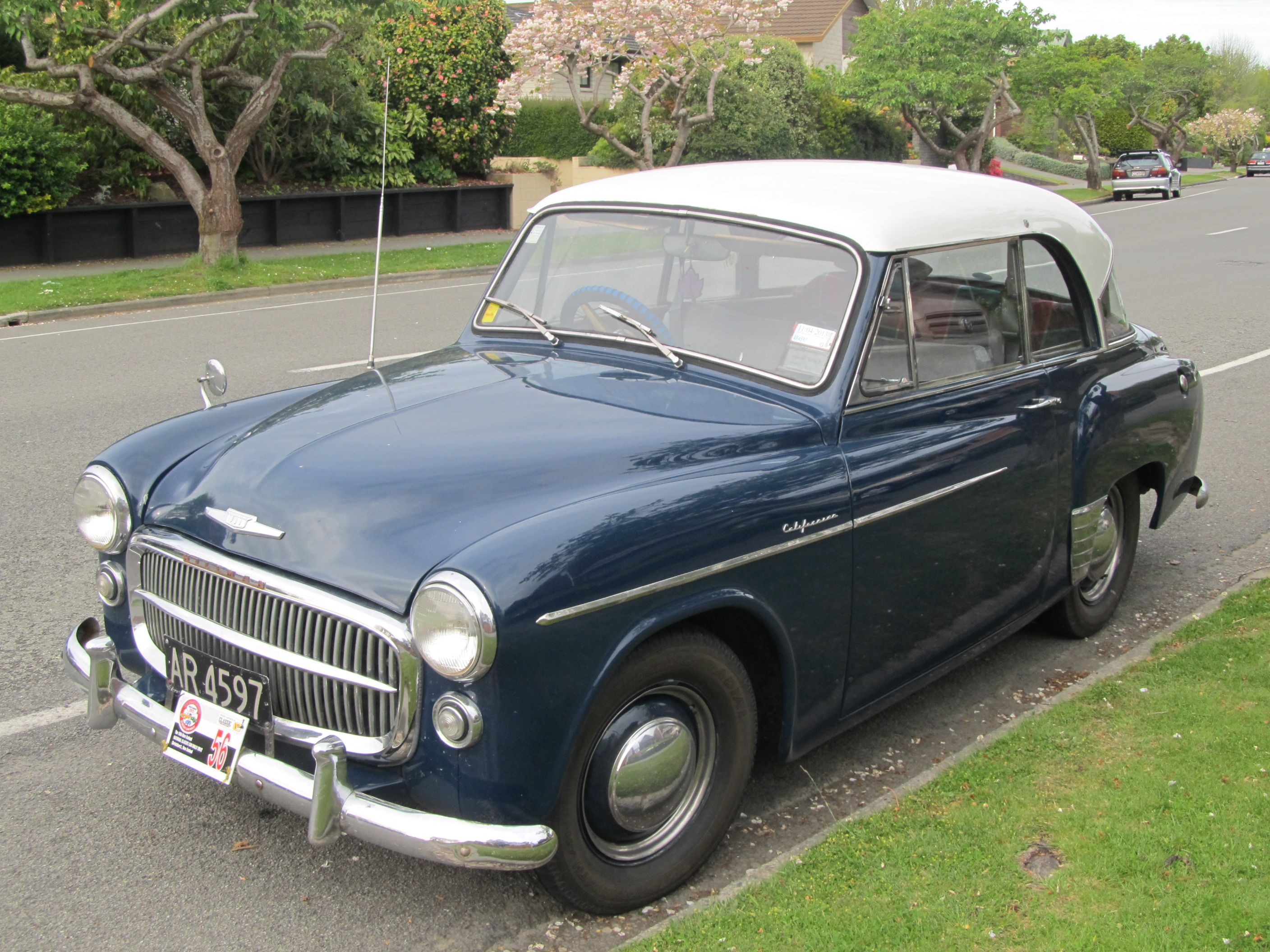
Hillman Minx Californian Mark VIII
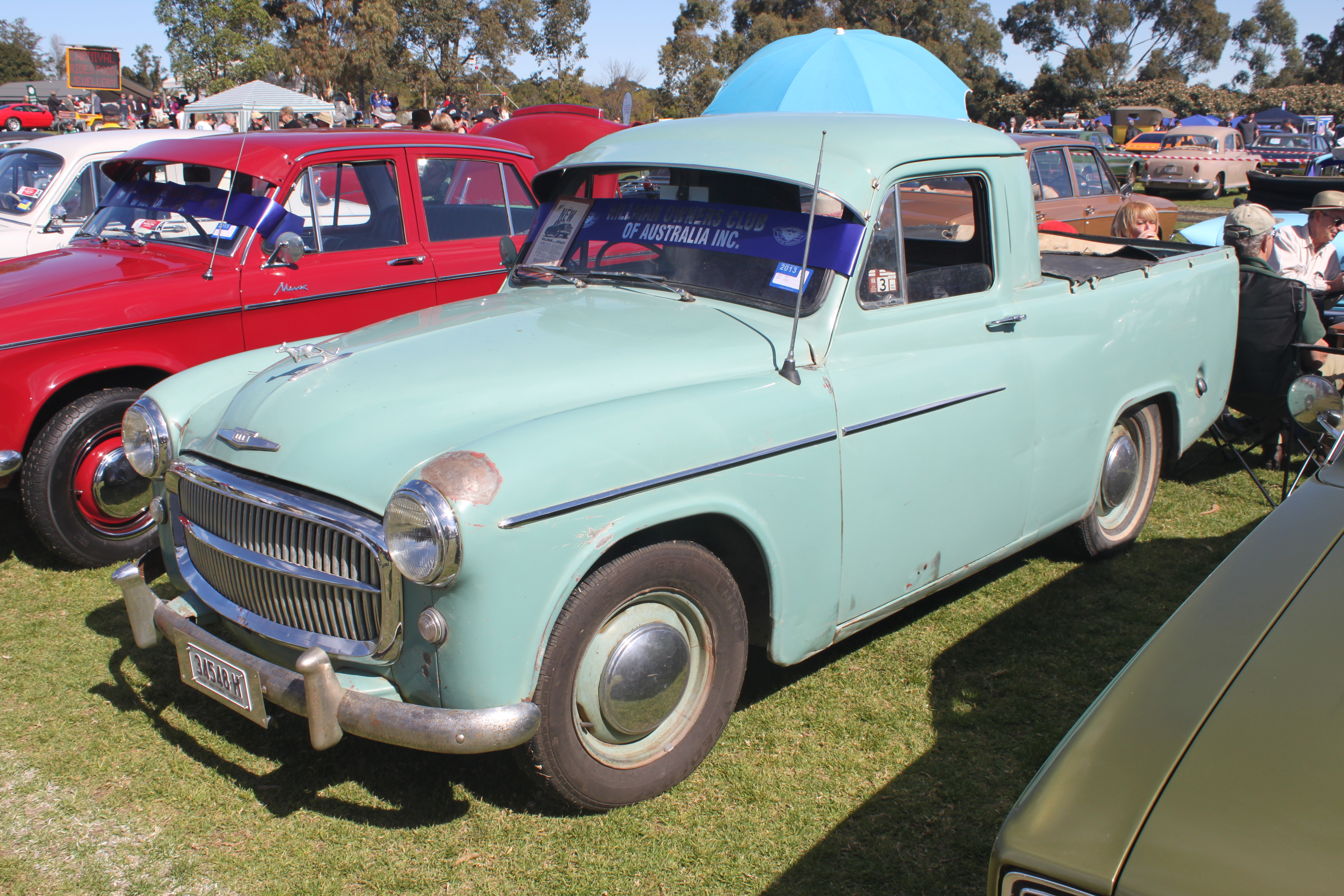
Hillman de luxe Utility Mark VIII
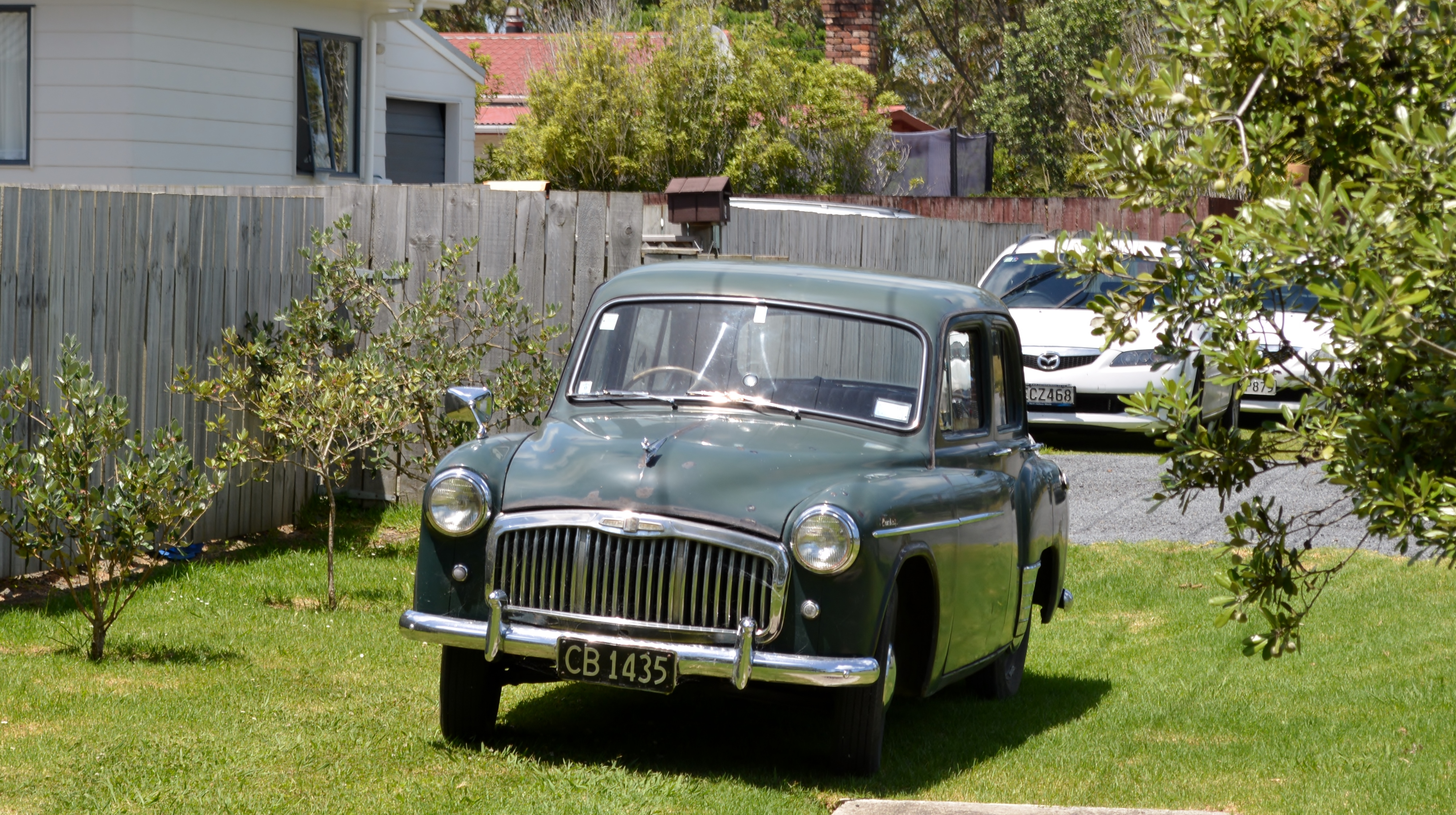
Humber 10 (Minx rebadgée en Nouvelle-Zélande) de 1954

## Les Hillman Minx de conception Audax (Série I Série VI, 1956-67)
La carrosserie Audax fut conçue par le Groupe Rootes aidé par l'organisation de conception de Raymond Loewy qui fut impliquée dans la conception des coupés Studebaker en 1953. Annoncée en mai 1956 la voiture est passée par une succession annuelle de changements de visage recevant un numéro de Mark. La Série I, introduite en 1956, fut suivie par la Série II en 1957, la Série III en 1958, la Série IIIA en 1959, la Série IIIB en 1960, la Série IIIC en 1961, la Série V en 1963 et la Série VI en 1965. Il n'y a pas eu de Série IV. Au fil des années, la cylindrée du moteur a été augmentée, passant de 1 390 cm3 (dans les Séries I et II) à 1 725 cm3 pour la Série VI. Une variété de boîtes de vitesses manuelles, avec levier sur la colonne ou le plancher, et la transmission automatique ont été offertes. Pour la version automatique, les Série I et II ont utilisé une boîte Lockheed Manumatic deux pédales (vraiment une semi-automatique), les Série III une Smiths Easidrive et les V/VI une Borg Warner.
Une berline de luxe Série III avec moteur de 1 494 cm3 testée par le magazine Britannique The Motor en 1958 avait une vitesse de pointe de 124 km/h et put accélérer de 0 à 97 km/h en 25,4 secondes. Une consommation de carburant de 8,9 L/100 km a été enregistrée. La voiture de l'essai coûtait 794 £ y compris 265 £ de taxes.
Il y eut des variantes Singer Gazelle et Sunbeam Rapier de tous ces modèles Hillman Minx, et les noms ont à nouveau été utilisés sur les produits dérivés dans la gamme suivante Rootes Arrow. Certains modèles ont été re-badgés Sunbeam et Humber pour des marchés d'exportation.
L'importateur/assembleur Todd Moteurs de Nouvelle-Zélande créa les Humber 80 et Humber 90, modèles basés respectivement sur la Minx et la Super Minx, comme un moyen de sécuriser les rares licences d'importation supplémentaires pour les kits à assembler. Bien que la 90 fut identique à la Super Minx, la 80 moins chère avait une calandre à barre horizontale. La Humber 80 s'est fait connaître dans les années 1980 par Roger Hall jouant dans Prisoners of Mother England, où un de migrants nouvellement arrivés en Nouvelle-Zélande en aperçoit une et s'exclame : "Humber 80? Ça n'existe pas!"
En Australie, les premières Série V équipées de boites de vitesses entièrement synchronisées étaient connues localement comme Série Va. Ce fait peu connu est rarement référencé en Australie et pratiquement inconnu ailleurs.
La Minx Audax a également été construite au Japon par Isuzu Motors comme l'Isuzu Hillman Minx sous licence Rootes entre septembre 1956 et juin 1964. Isuzu produsait son propre break, l'Isuzu Hillman Express, entre 1958 et 1964.

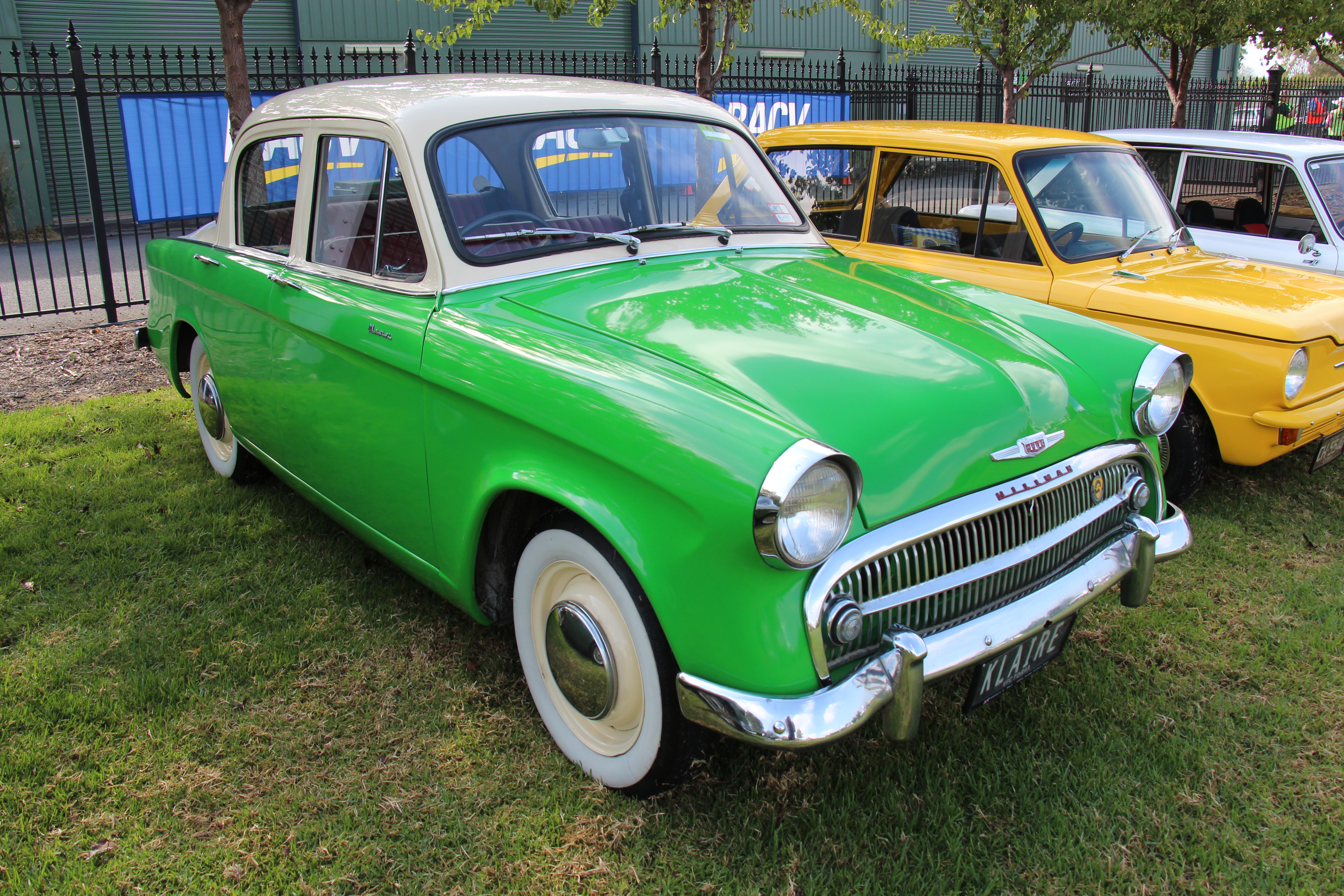
Berline Hillman Minx Series I
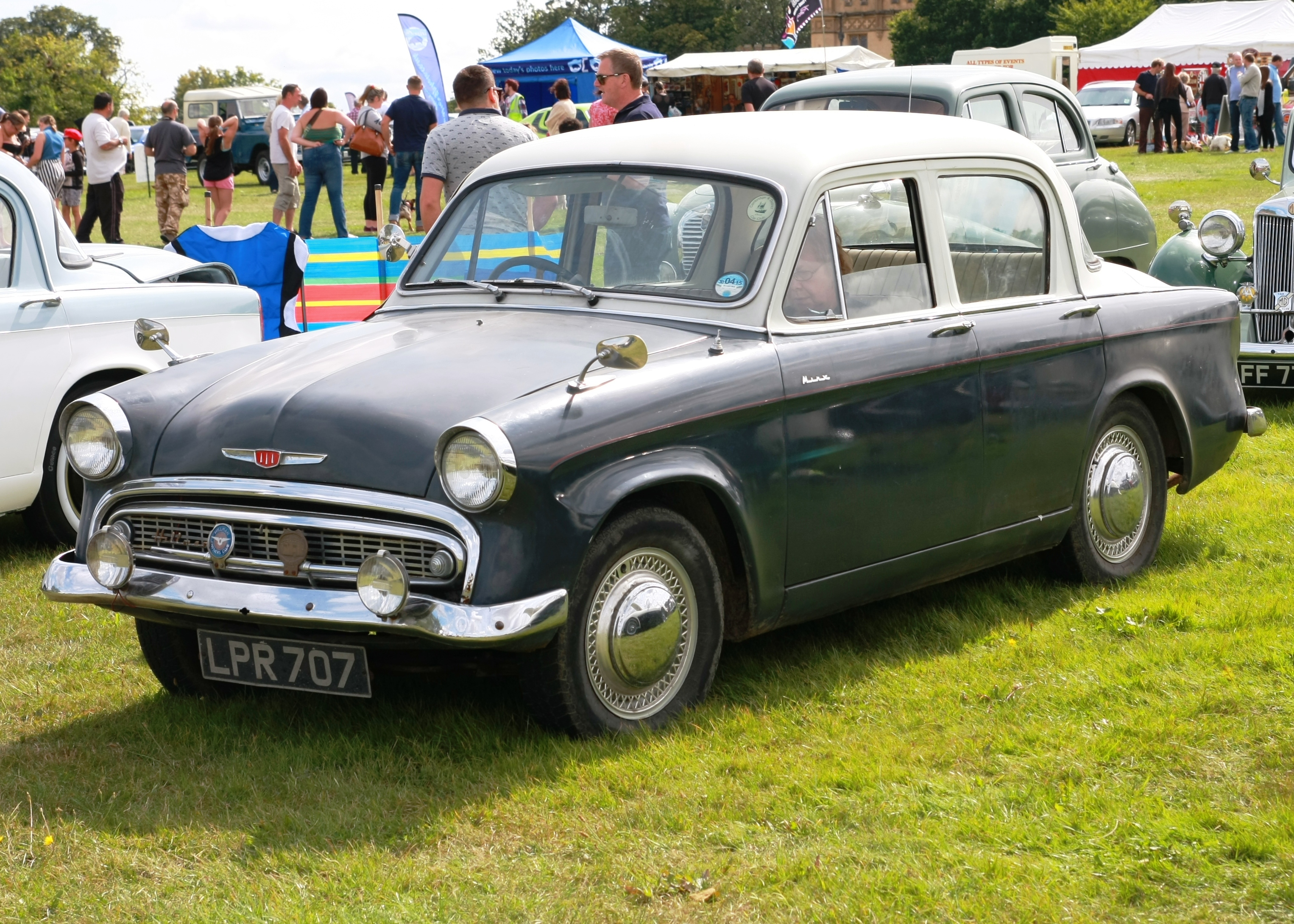
Berline Hillman Minx Series II
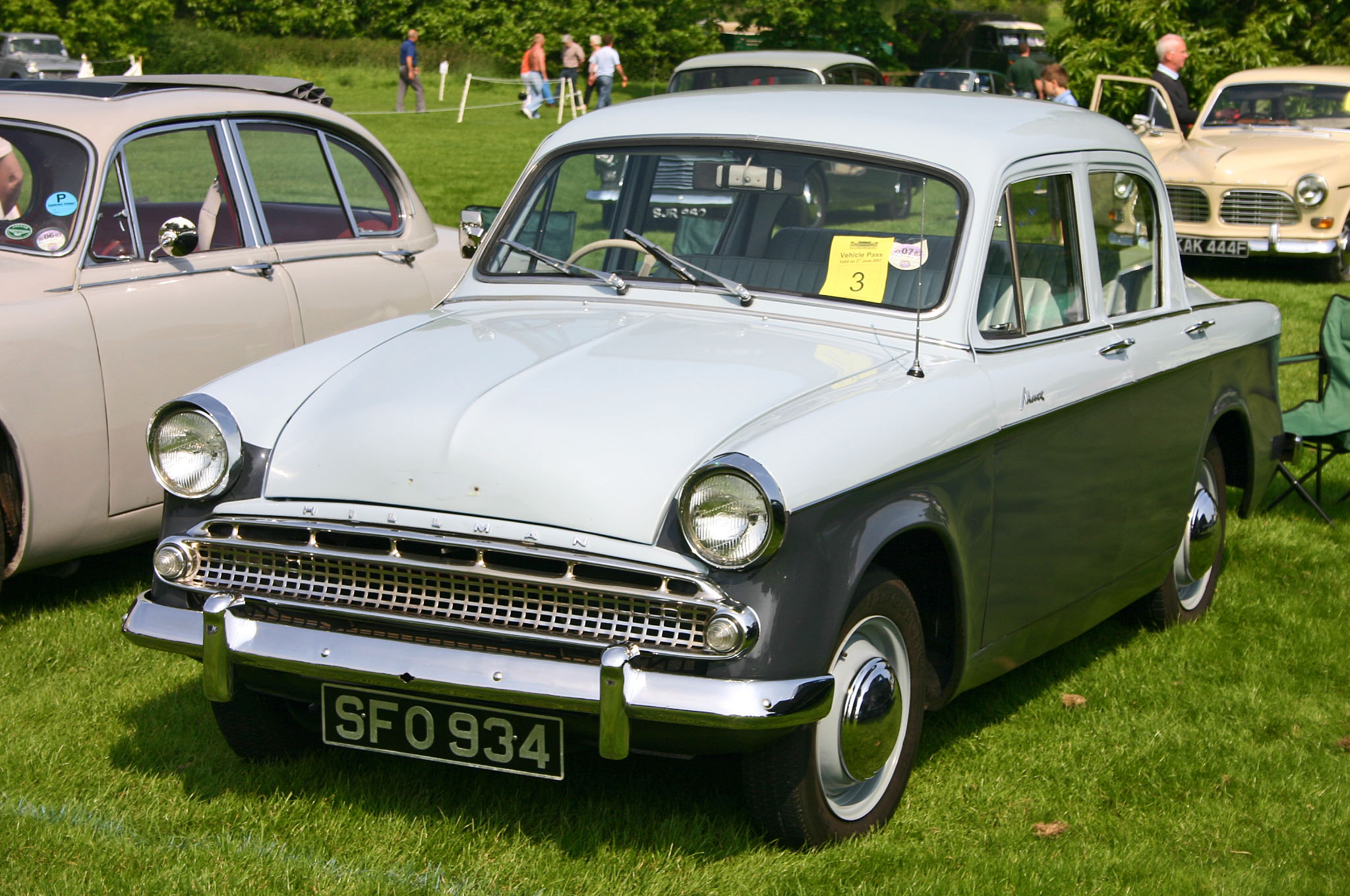
Berline Hillman Minx Series III
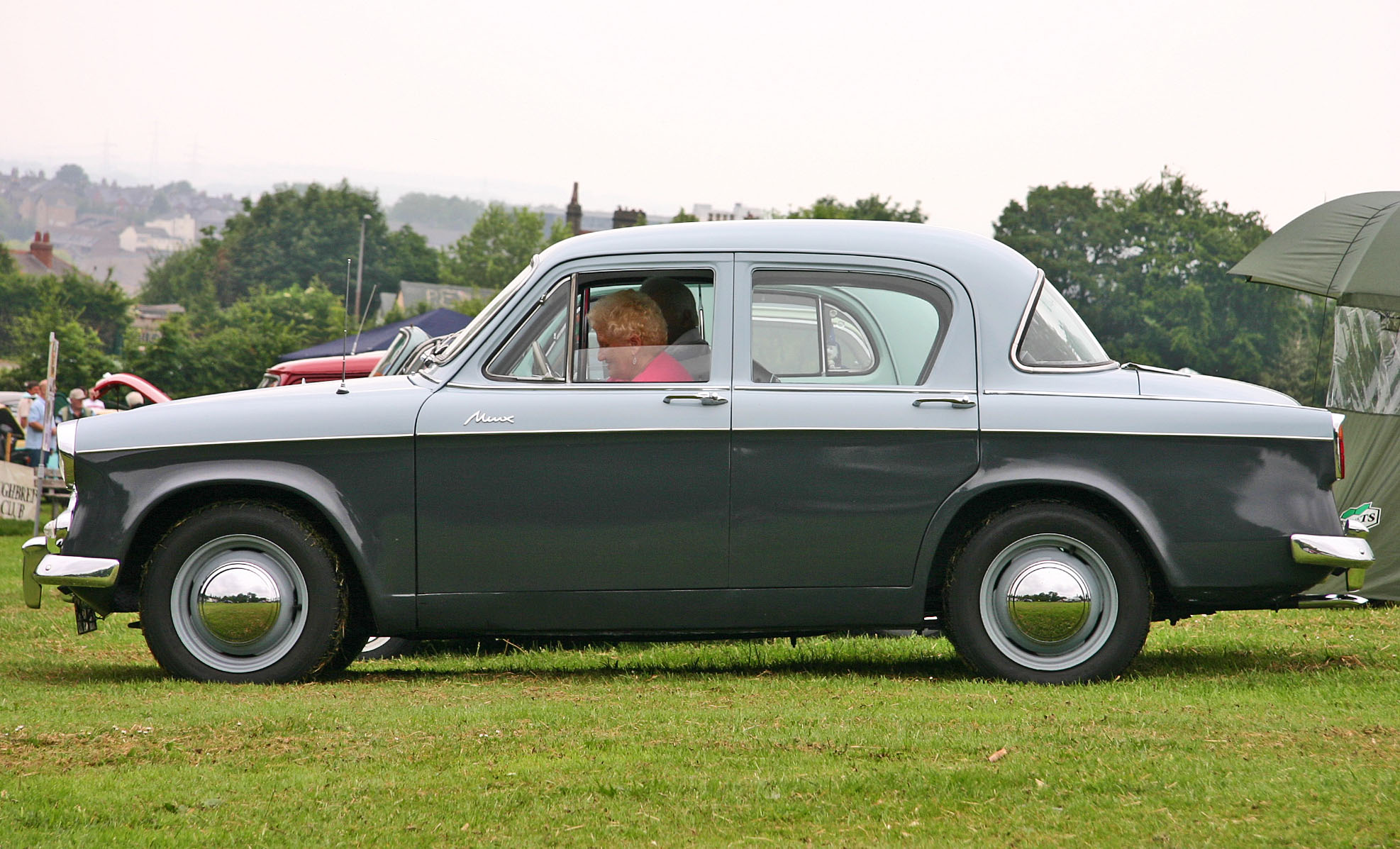
Berline Hillman Minx Series III vue de côté
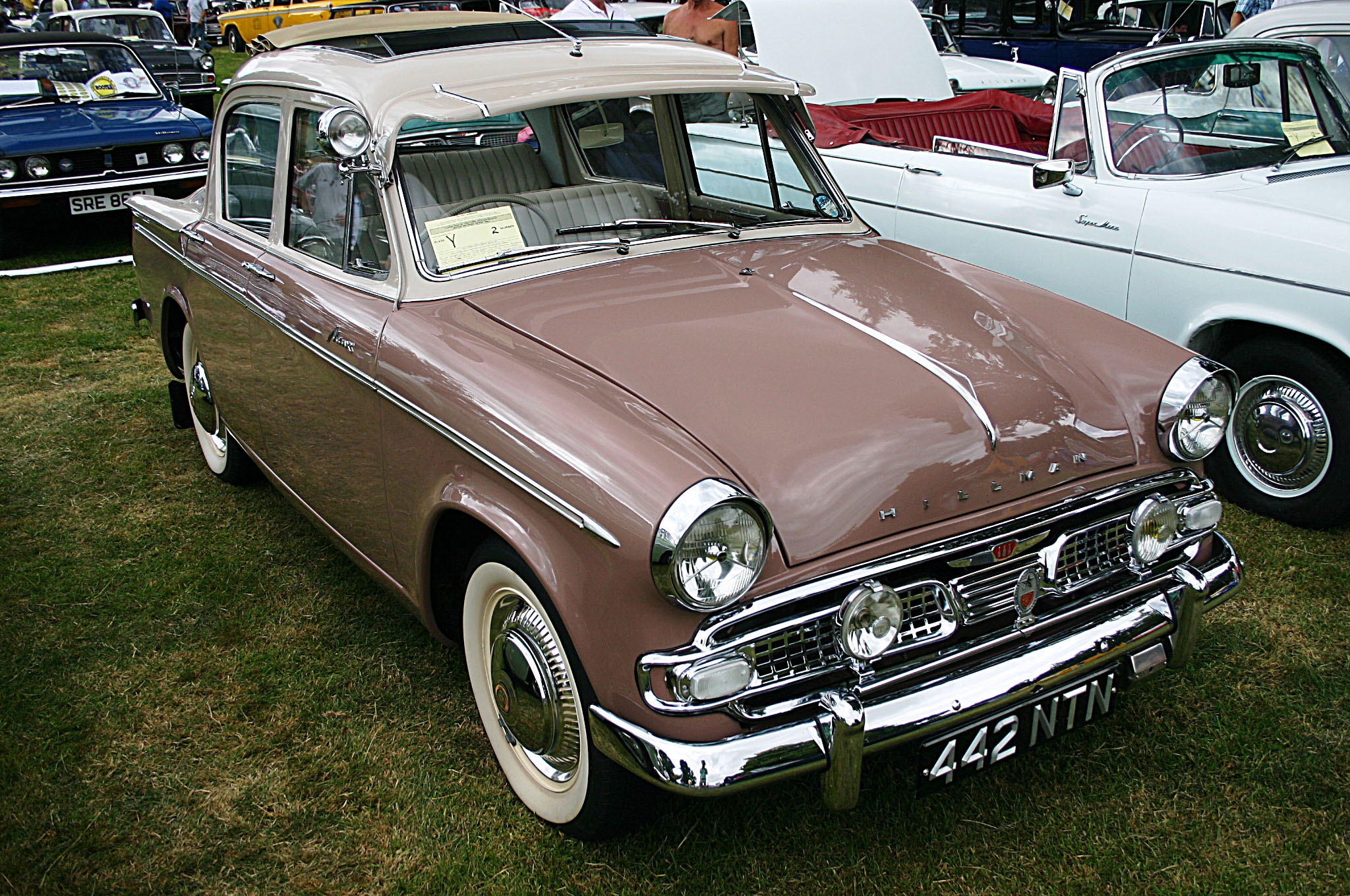
Berline Hillman Minx Series IIIA - Calandre en chrome
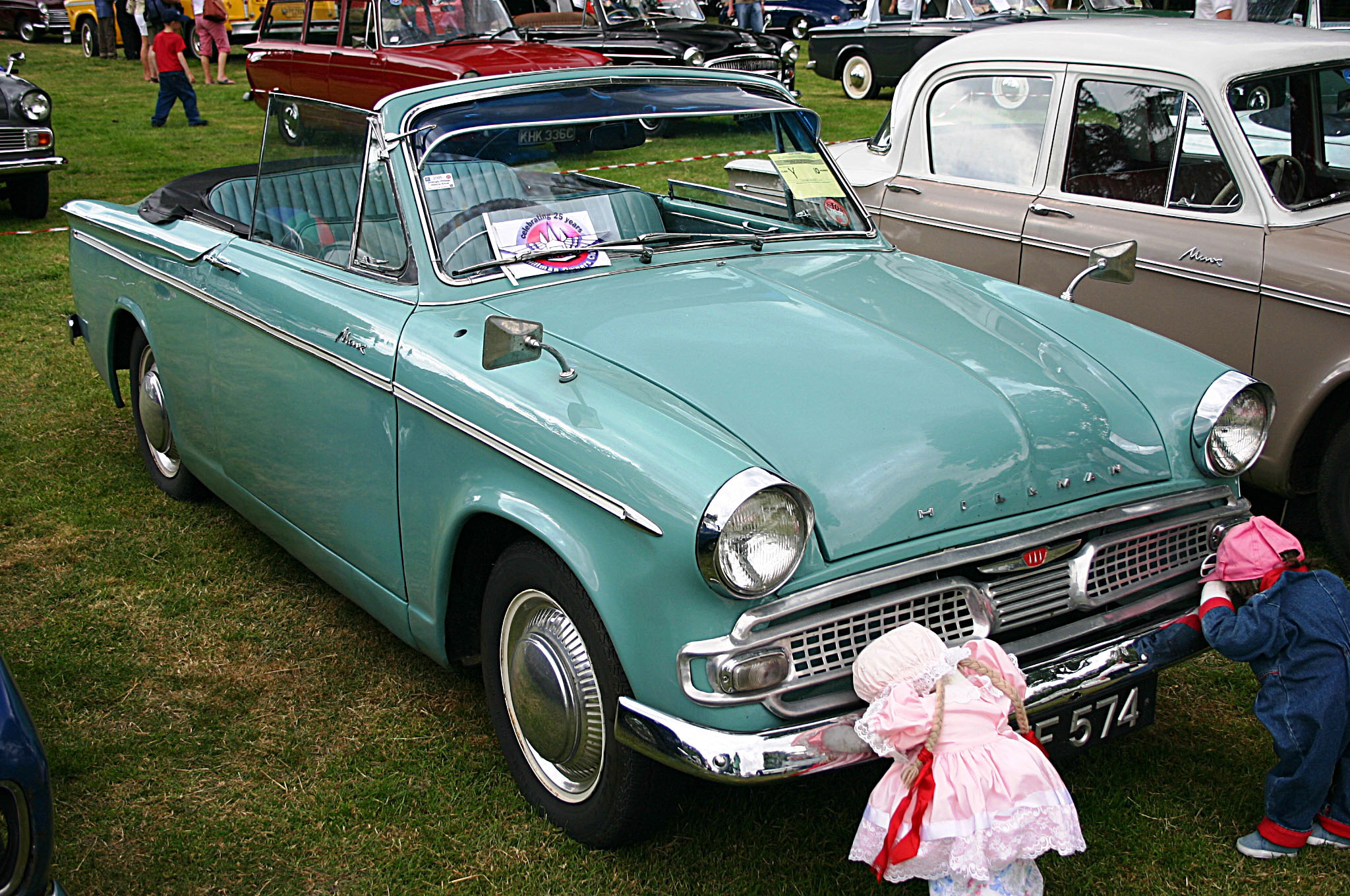
Décapotable Hillman Minx Series IIIB avec une calandre en alliage remplaçant la chrome des Series IIIA
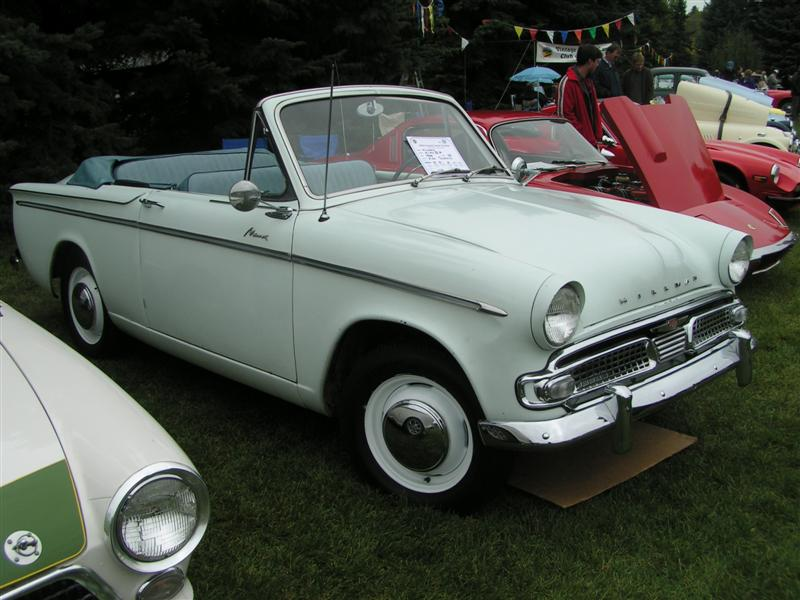
Hillman Minx Series IIIC - La dernière décapotable
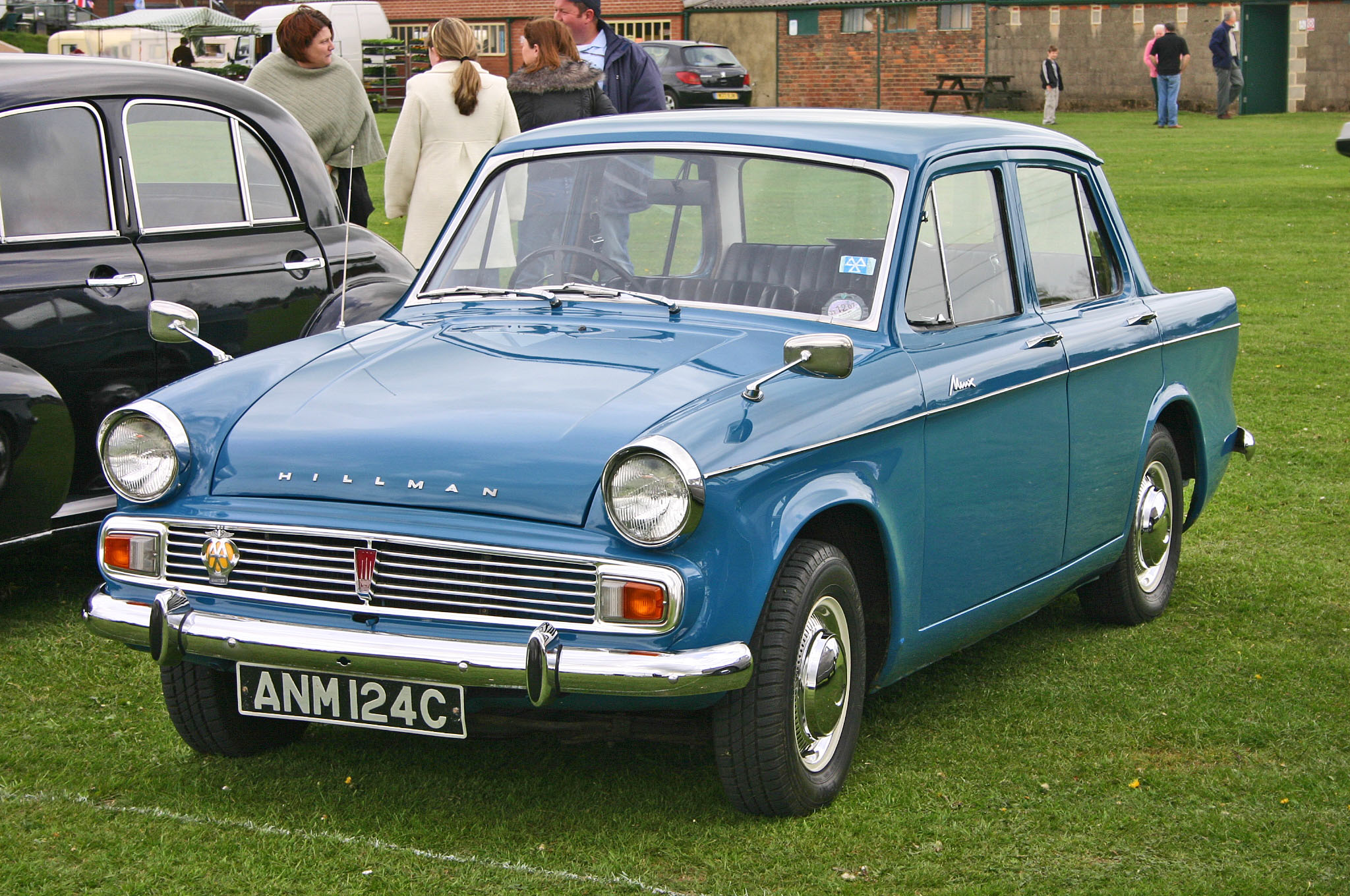
Hillman Minx Series V: Toit et lucarne arrière restylisés, roues de 13 pouces, freins à disque (à l'avant), moteur de 1 592 cm3
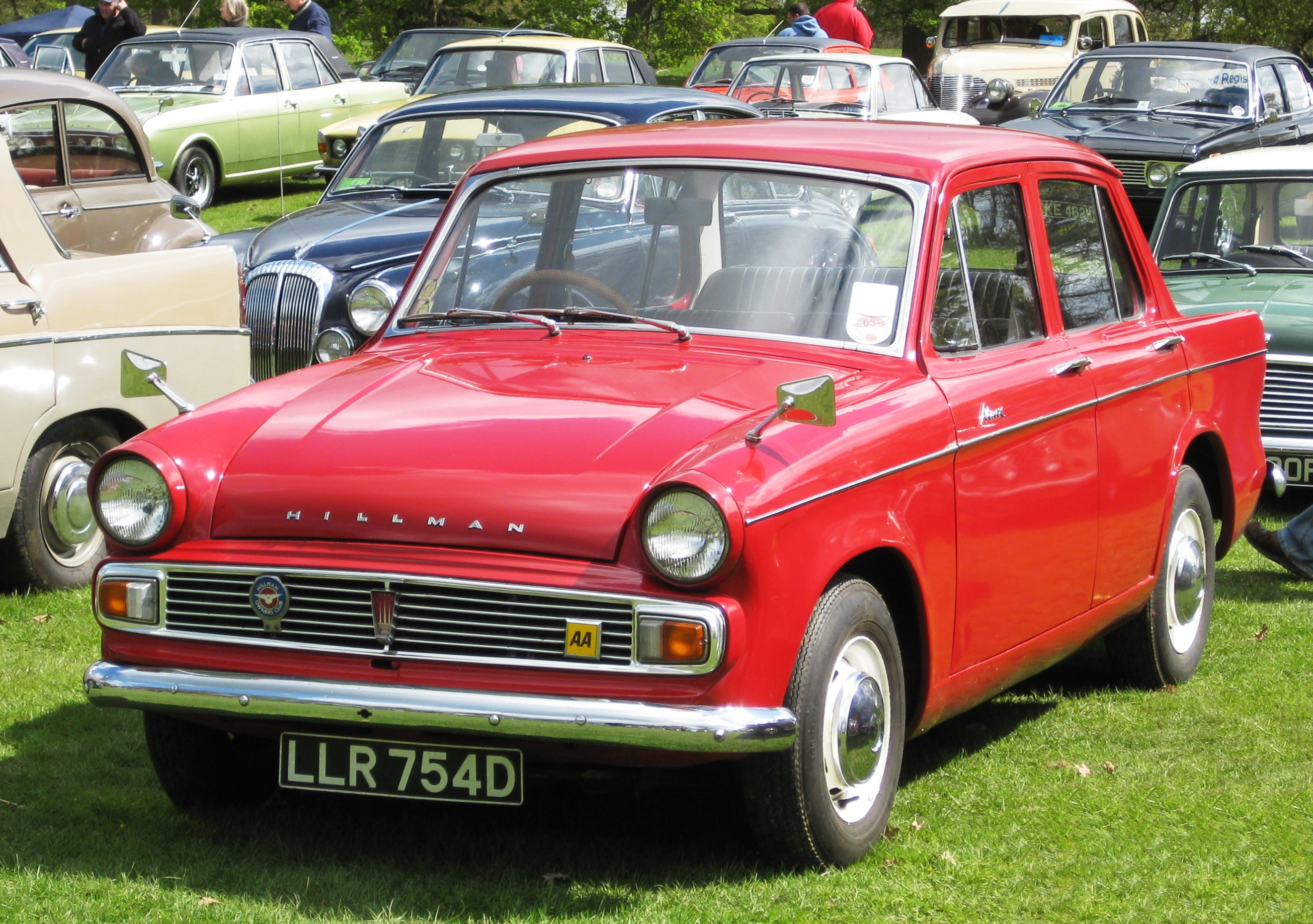
Hillman Minx Series VI: Suppression des butoirs de pare-chocs, moteur de 1 725 cm3
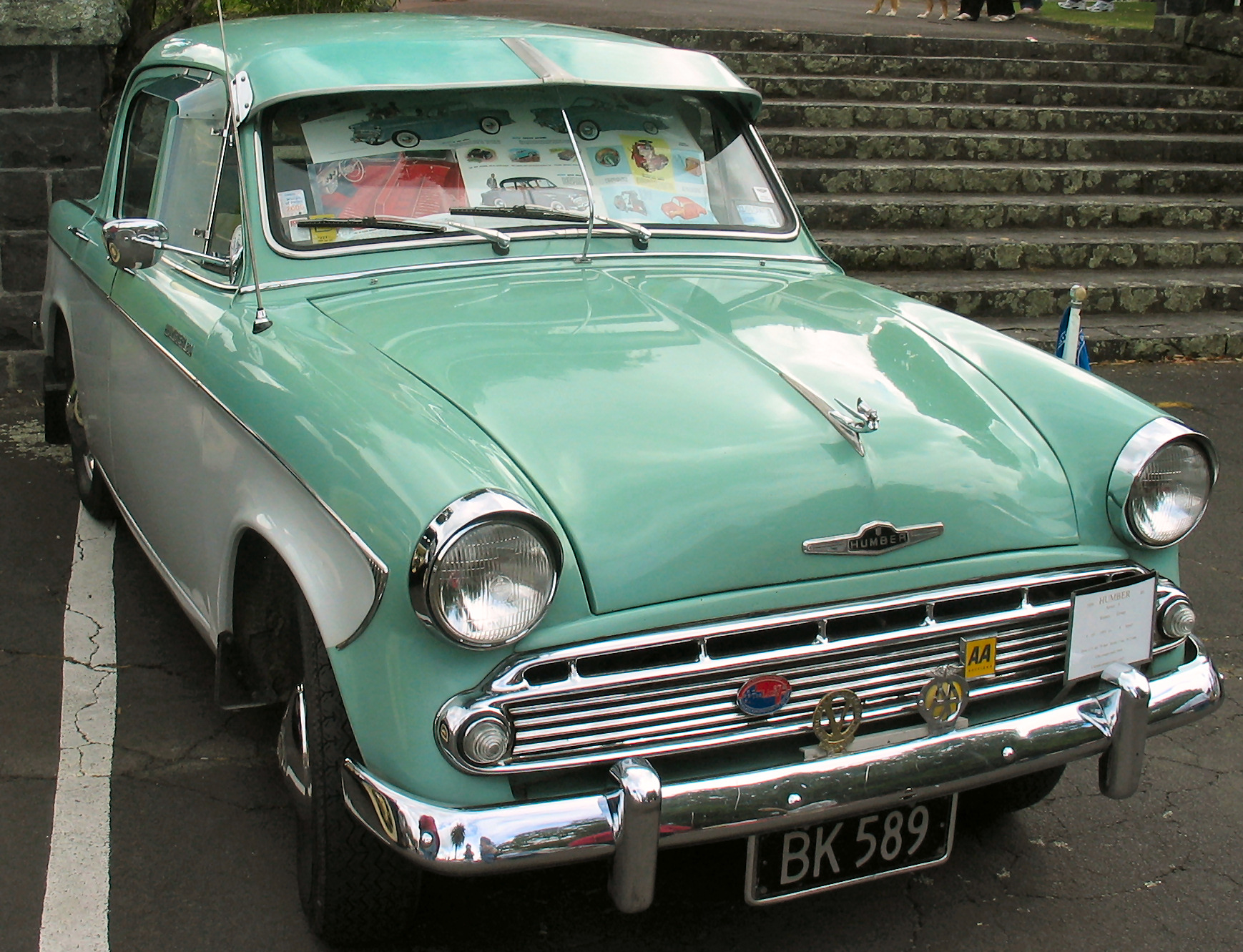
1959 Humber 80 – une Hillman Minx Series III badgée Humber pour certains marchés d'exportation, ici la Nouvelle-Zélande.
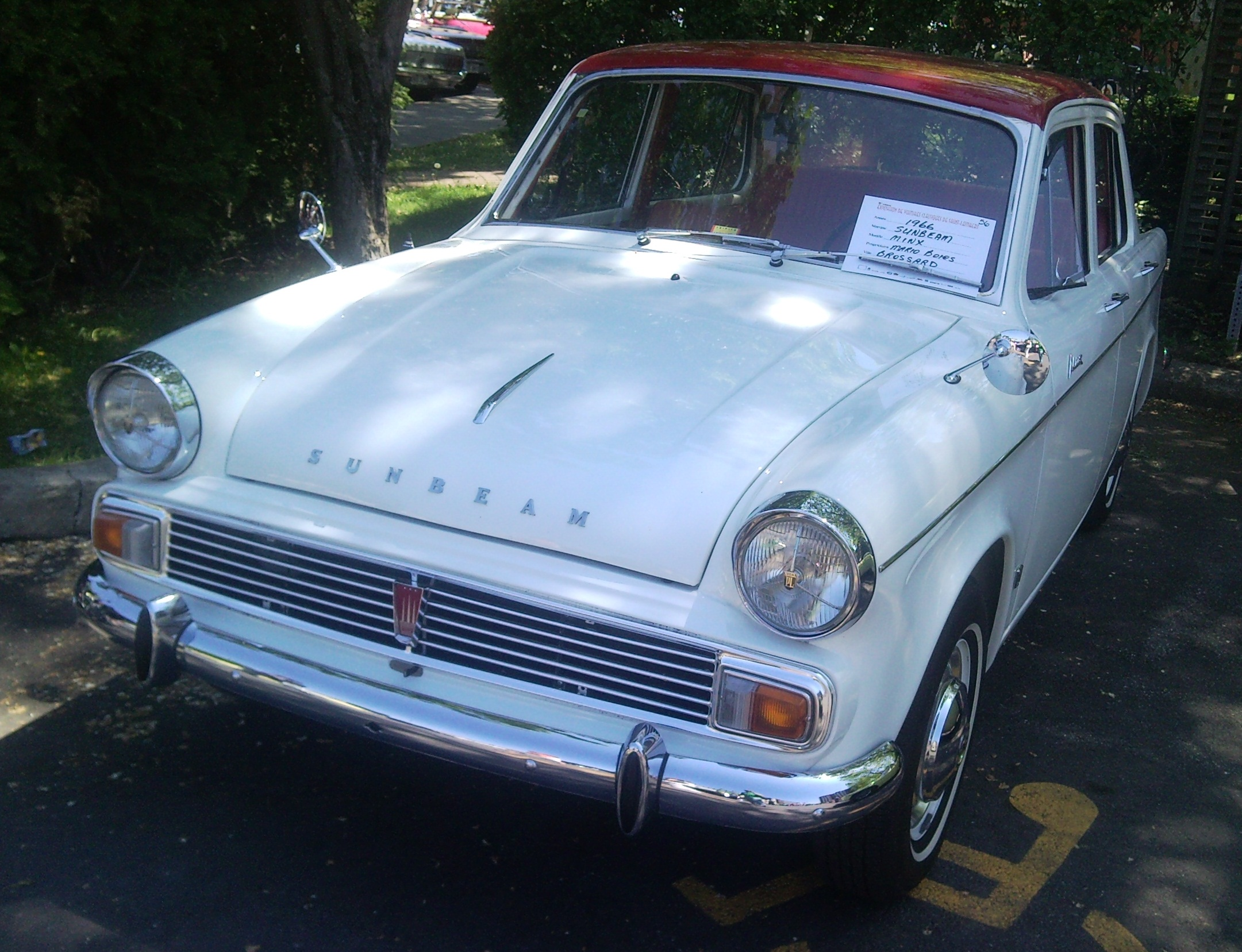
Sunbeam Minx au Canada en 1966

## Super Minx (1961-67)
Lancée à la fin de 1961, la Hillman Super Minx était destinée à remplacer la Minx Série III. La Série III fut remplacée en 1963 par la Série V, ce qui fit de la Super Minx un modèle distinct mais étroitement lié.

## Hillman New Minx (1967-70)
Un remplacement de la Minx (parfois identifié, de façon rétrospective, comme la Nouvelle Minx) a pris la relève de la Série VI en 1967. Elle fut une réduction des spécifications de la version Hillman Hunter. Des versions berline et break ont été produites, initialement équipées d'un moteur 4 cylindres de 1 496 cm3 délivrant 55 ch (40 kW). Un moteur de 1 725 cm3 de 62 ch (45 kW) est devenu disponible en 1968. La dernière Minx a été remplacé par la Hillman Hunter De Luxe en 1970.

## Modèles (toutes ont un moteur quatre cylindres en ligne à l'avant)
| Type                             | Année          | Cylindrée | Moteur             | Approx Production                          | Carrosseries                                                                                           | Empattement | Vitesse  | Notes                                                                                    |
| -------------------------------- | -------------- | --------- | ------------------ | ------------------------------------------ | --- | ----------- | -------- | ---------------------------------------------------------------------------------------- |
| Minx                             | 1932–33        | 1 185 cm3 | soupapes latérales | inconnu                                    | Randonneuse, Randonneuse de sport, Berline 4 vitres latérales, Berline 6 vitres latérales, Décapotable | 2 337 mm    | 100 km/h | Boîte de vitesses à trois rapports, freins Bendix, Roues à rayons                        |
| Minx                             | 1934           | 1 185 cm3 | Soupapes latérales | inconnu                                    | Randonneuse, Randonneuse de sport, Berline 4 vitres latérales, Berline 6 vitres latérales, Décapotable | 2 337 mm    | 100 km/h | Boîte de vitesses à quatre rapports                                                      |
| Minx                             | 1935           | 1 185 cm3 | Soupapes latérales | inconnu                                    | Randonneuse, Randonneuse de sport, Berline 4 vitres latérales, Berline 6 vitres latérales, Décapotable | 2 337 mm    | 100 km/h | Boîte de vitesses synchronisée                                                           |
| Minx Magnificent                 | 1936–37        | 1 185 cm3 | Soupapes latérales | inconnu                                    | Randonneuse, Randonneuse de sport, Berline, Décapotable, Break (1937)                                  | 2 362 mm    | 100 km/h | Nouveau châssis à moteur avancé; roues embouties                                         |
| New Minx                         | 1938–39        | 1 185 cm3 | Soupapes latérales | inconnu                                    | Berline, Décapotable, Break                                                                            | 2 362 mm    | 100 km/h | Changements de Style                                                                     |
| Minx                             | 1940–44        | 1 185 cm3 | Soupapes latérales | inconnu                                    | Berline, Décapotable                                                                                   | 2 362 mm    | 100 km/h | Châssis-coque, 12-volt, capot articulé à l'arrière, probablement pas de Coupés           |
| Car, Light Utility, Hillman 10HP | 1940–45        | 1 185 cm3 | Soupapes latérales |                                            | Utilitaire (Aussi en Berline, "Convertible Van" "Ladder Van")                                          | 3 835 mm    |          | Six Mark, carrosserie Pickup avec cabine intégrale                                       |
| Minx Mark I                      | 1945–47        | 1 185 cm3 | Soupapes latérales | 60 000 (estimation comprenant les Mark II) | Berline, Décapotable, Break                                                                            | 2 362 mm    | 101 km/h | Châssis-coque, 12-volt, rear-hinged bonnet                                               |
| Minx Mark II                     | 1947–48        | 1 185 cm3 | Soupapes latérales | voir Mark I                                | Berline, Décapotable, Break                                                                            | 2 362 mm    | 106 km/h | Changements de style, feux de position dans les phares, freins hydrauliques              |
| Minx Mark III                    | 1948–49        | 1 185 cm3 | Soupapes latérales | 28 619                                     | Berline, Décapotable, Break                                                                            | 2 362 mm    | 113 km/h | Nouveau style, roues avant à suspension indépendante                                     |
| Minx Mark IV                     | 1949–51        | 1 265 cm3 | Soupapes latérales | 90 832                                     | Berline, Décapotable, Break, Pickup/utility                                                            | 2 362 mm    | 109 km/h | Même style que la Mark III                                                               |
| Minx Mark V                      | 1951–53        | 1 265 cm3 | Soupapes latérales | 59 777                                     | Berline, Décapotable, Break                                                                            | 2 362 mm    | 118 km/h | Changements mineurs                                                                      |
| Minx Mark VI                     | 1953           | 1 265 cm3 | Soupapes latérales | 44 643                                     | Berline, Décapotable, 'California' Coupé, Break                                                        | 2 362 mm    | 113 km/h | Nouvelle calandre                                                                        |
| Minx Mark VII                    | 1953–54        | 1 265 cm3 | Soupapes latérales | 60 711                                     | Berline, Décapotable, Coupé, Break                                                                     | 2 362 mm    | 111 km/h | Plus grand coffre                                                                        |
| Minx Mark VIII                   | 1954–57        | 1 390 cm3 | Soupapes en tête   | 94 123                                     | Berline, Décapotable, Coupé, Break, Pickup/Coupé utility                                               | 2 362 mm    | 119 km/h | Roues de quinze pouces. Les premiers exemplaires ont encore le précédent moteur.         |
| Minx Series I                    | 1956–57        | 1 390 cm3 | Soupapes en tête   | 202 204                                    | Berline, Décapotable, Break                                                                            | 2 438 mm    | 126 km/h | Nouvelle carrosserie créée par Raymond Loewy, reminescence de sa Studebaker de 1955      |
| Minx Series II                   | 1957–58        | 1 390 cm3 | Soupapes en tête   | 202 204                                    | Berline, Décapotable, Break                                                                            | 2 438 mm    | 126 km/h | Petits changements de style                                                              |
| Minx Series III                  | 1958–59        | 1 494 cm3 | Soupapes en tête   | 83 105                                     | Berline, Décapotable, Break                                                                            | 2 438 mm    | 124 km/h | Nouvelle calandre                                                                        |
| Minx Series IIIA, B              | 1959–60, 60–61 | 1 494 cm3 | Soupapes en tête   | 78 052 et 58 260                           | Berline, Décapotable, Break                                                                            | 2 438 mm    | 129 km/h | Petits ailerons arrière; boîte automatique en option; essieu arrière hypoïde sur la IIIB |
| Minx Series IIIC                 | 1961–63        | 1 592 cm3 | Soupapes en tête   | inconnu                                    | Berline, Décapotable, Break                                                                            | 2 438 mm    | 126 km/h | Plus de Décapotables après la mi-1962                                                    |
| Super Minx Series I              | 1961–62        | 1 592 cm3 | Soupapes en tête   | inconnu                                    | Berline, Décapotable, Break                                                                            | 2 565 mm    | 132 km/h | Minx à empattement long                                                                  |
| Minx Series V                    | 1963–65        | 1 592 cm3 | Soupapes en tête   | inconnu                                    | Berline                                                                                                | 2 438 mm    | 124 km/h | Disques à l'avant                                                                        |
| Super Minx Series II             | 1962–63        | 1 592 cm3 | Soupapes en tête   | inconnu                                    | Berline, Décapotable, Break                                                                            | 2 565 mm    | 132 km/h | Disques à l'avant                                                                        |
| Super Minx Series III            | 1964–65        | 1 592 cm3 | Soupapes en tête   | inconnu                                    | Berline                                                                                                | 2 565 mm    | 130 km/h | Boîte entièrement synchronisée, pilier "C" redessiné                                     |
| Minx Series VI                   | 1965–67        | 1 725 cm3 | Soupapes en tête   | inconnu                                    | Berline                                                                                                | 2 438 mm    | 132 km/h | Boîte entièrement synchronisée                                                           |
| Super Minx Series IV             | 1964–65        | 1 725 cm3 | Soupapes en tête   | inconnu                                    | Berline                                                                                                | 2 565 mm    | 132 km/h |                                                                                          |
| Hunter                           | 1966–79        | 1 725 cm3 | Soupapes en tête   | 470 000                                    | Berline et Break                                                                                       | 2 489 mm    | 145 km/h | Série "Arrow", démultipliée en option                                                    |
| New Minx                         | 1967–70        | 1 496 cm3 | Soupapes en tête   | 470 000                                    | Berline et Break                                                                                       | 2 489 mm    | 134 km/h | "Arrow" Hunter basique ; moteur de 1 725 cm3 en option pour le break                     |

## Maquettes à l'échelle
- Meccano Dinky Toys ; no 154 (produite entre 1954 et 1958), Minx Mark I à VIII (1945-57) environ échelle O (1:44)[24].
- Meccano Dinky Toys ; no 175 (production 1958-61), Hillman Minx Série I environ échelle O (1:44)[25].
- Triang Spot-on Hillman Minx Série V 1:42 échelle

## Note
1. ↑  Plutôt que d'être fermement boulonné au châssis, le moteur pouvait se déplacer d'un côté à l'autre, retenu par une lame de ressort.